# 哈利波特中的生物

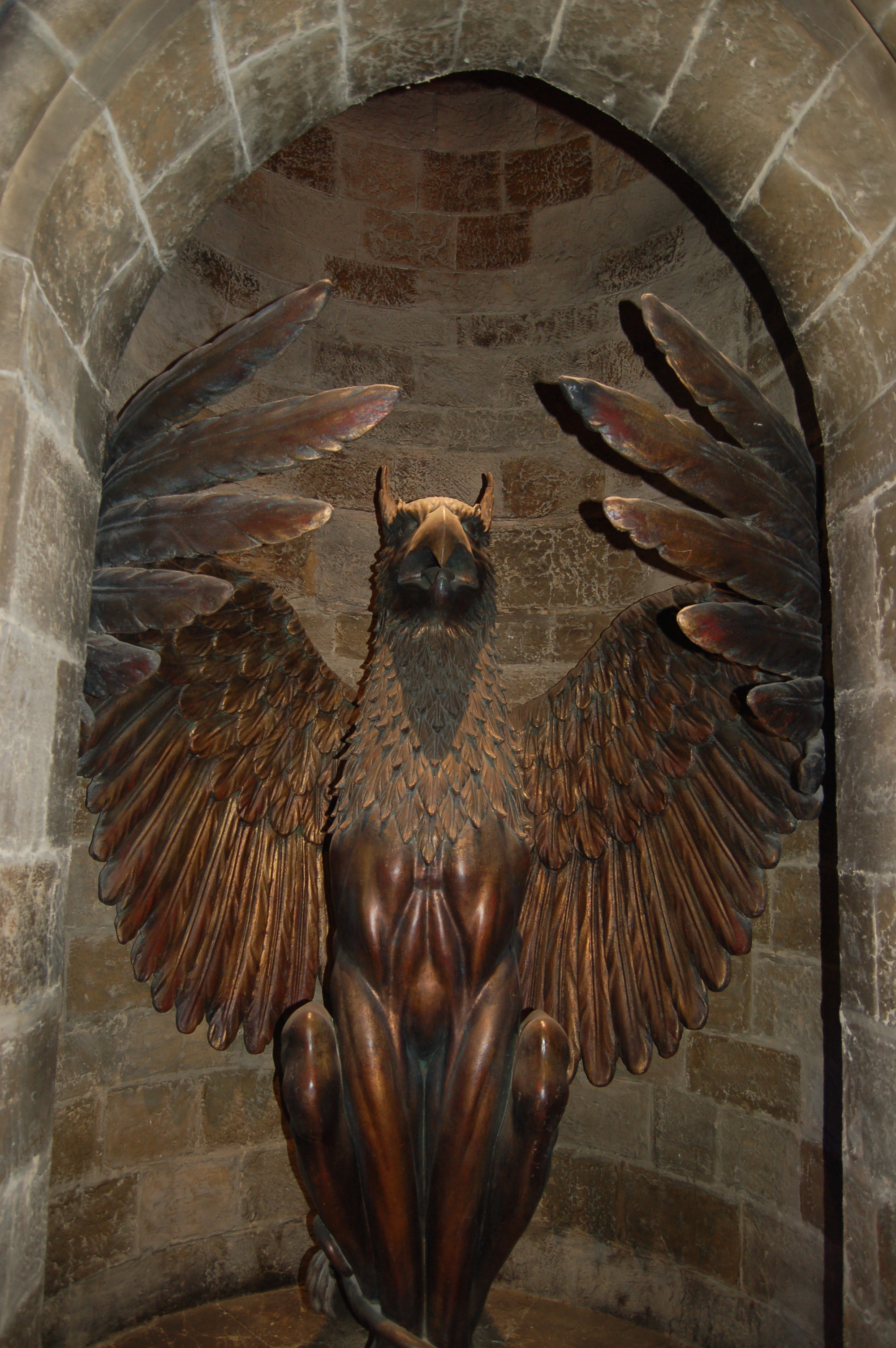
霍格華茲裡有一個以獅鷲為造型的升降台，能夠直接通往校長辦公室。

J·K·羅琳的《哈利·波特》系列中，生物是魔法世界的面向之一。這些生物主要源自希臘神話，也有來自英國及斯堪的纳维亚民間傳說。許多關於傳說中周邊神秘生物的傳說也納入書中。「孩子們...知道我沒有發明獨角獸，但我不得不經常解釋我並非真的發明鷹馬的人」，羅琳在接受英國廣播電台第4台的史提芬·費亞訪問時告訴他，「當我使用一種生物是我所知道的神話個體時，我希望盡可能了解它，我可能不會使用它，但我認為它對劇情的一致性有好處。」
系列中的許多寵物都是有魔法的一般動物，例如用來送信的貓頭鷹。

## 奇獸學
在《哈利波特》系列中，奇獸學是魔法與動物學的混成詞，為一種對奇獸的研究。研究奇獸學的人一般被稱為奇獸學家。許多奇獸學家於魔法部工作，特別是奇獸控管部門。
哈利波特系列的魔法世界裡，有一本名為《怪獸與牠們的產地》的奇獸教科書，作者為著名的奇獸學家紐特·斯卡曼德，他也是《哈利波特》前傳故事《怪獸與牠們的產地》系列電影的主角。

## 法律規範和等級
魔法部的奇獸管控部門負責監督和管理奇獸。該部門分為三個屬下分部：怪獸司（Beast Division）、靈性生物司（Being Division）及靈魂司（Spirit Division）。
一般來說，根據《怪獸與牠們的產地》中的定義，「靈性生物」通常被定義為「任何具足夠智慧來理解魔法社區的法律並承擔制定這些法律的部分責任」的生物，這包括人類、矮人、家庭小精靈、巨人、妖精、巫婆、和吸血鬼。小仙子、小精靈、地精和大多數其他生物都被歸類為「野獸」。跟鬼魂及幽靈相關的事務納入靈魂司。
這些定義並非沒有問題：狼人與化獸師通常是以人形方式出現，但他們可能會化身成為動物（狼人只能在滿月時從人類狀態轉變，而化獸師則是一個學會了隨意轉變為動物的人類）。他們的分類並不明確，負責狼人的辦公室存在於野獸和靈性生物分部。報喪女妖及催狂魔等危險生物從未被正式歸類。此外，據說諸如人馬、矮精靈和人魚等生物拒絕被列入「靈性生物」，他們轉而支持被列入「怪獸」。因此它們的法律地位模糊。
書中書《怪獸與牠們的產地》以「X」來標記每種奇獸的威脅等級：
- 五個X代表著「巫師殺手／不可能被馴化」。
- 四個X代表「危險／需要專業知識／熟練的巫師能應付」。
- 三個X代表「有能力的巫師應該能應付」。
- 兩個X代表「無害／可能被馴化」。
- 一個X代表「無聊」。

有些奇獸受到高度尊重，例如人馬、獨角獸、不死鳥和人魚被賦予了四個X的等級。

## 奇獸及其分類
以下是哈利波特世界中所提到的奇獸列表。
對於系列中所提到的魔法植物列表，如魔鬼網（devil's snares）和魔蘋果（mandrakes），請參見哈利波特中的植物。

### 怪獸
以下提到曾於哈利波特的世界中出現的生物都被納入怪獸（Beasts）。羅琳從神話和民間傳說中汲取了靈感，如：爆尾釘蝦（Blast-Ended Skrewt）就是火螃蟹（Fire Crab）與人面蠍尾獅（Manticore）的混種；陰屍（Inferi）既不是屬於怪獸也不屬於靈性生物，只是一具動態的屍體，沒有自己的意志。
- 八眼巨蛛（Acromantula）：會講人類語言的巨型蜘蛛。

- 火灰蛇（Ashwinder）：當魔法火焰燃燒過久就會被創造出來的一種如蛇般的生物。

- 報喪鴉（Augurey）：灰綠色，看起來神情哀傷的小鳥，它也被稱為「愛爾蘭鳳凰（Irish Phoenix）」。

- 蛇妖（Basilisk）：凝視足以在幾秒鐘內把人殺死的巨蛇。

- 雙角獸（Bicorn）：長着兩個犄角的奇獸，像小牛一樣，每年都會換角。雙角獸的一隻角是變身水（Polyjuice Potion）的其中一種成分。

- 大腳怪（Bigfoot/Sasquatch）：一種原產於北美的類人猿類生物。

- 旋舞針（Billywig）：鮮豔藍色的澳大利亞昆蟲，這種昆蟲很常見，但很少被麻瓜注意到。牠們的身體底部有一根長而彎曲的毒刺。被蜇傷的受害者會頭暈目眩，然後是漂浮。在《怪獸與牠們的產地》中，有幾隻從紐特·斯卡曼德的手提箱裡逃離。

- 爆尾釘蝦（Blast-Ended Skrewt）：魯霸·海格培育出來的火螃蟹（Fire Crab）與人面蠍尾獅（Manticore）雜交繁殖出來的危險生物，像是無頭的龍蝦[5]。牠於《火盃的考驗》中首次亮相，是海格作為奇獸飼育學教授向學生教導的奇獸之一。

- 木精（Bowtruckle）：以昆蟲為食物，並棲息於樹木上的木質生物，人類難以察覺。薇米·葛柏蘭教授代替海格的同時，她於五年級的奇獸飼育學課堂上講授了有關牠們的知識。羅琳在《Pottermore》上寫道，牠們是「只選擇棲息於有價值的樹木上的選擇性生物」。由於牠們所棲息的樹木能夠用於製作魔杖的木材，故牠們被稱為「魔杖製造者的朋友」。

- 綠黴怪（Bundimun）：像長著眼睛的看起來微微發綠的真菌。

- 人馬（Centaur）：頭部和上半身像人類，但下半身像馬的生物（包括有四條腿和尾巴）。

- 獅面龍尾羊（Chimaera）：它是一種混血的奇獸，原產於希臘，希臘神話中有著獅頭、山羊身和火龍尾的生物，非常嗜血暴力。

- 吞魔蟲（Chizpurfle）：酷似螃蟹的寄生蟲，寄生於叉尾犬（Crup）和報喪鴉（Augurey）皮毛和羽毛上。

- 吸血怪（Chupacabra）：半蜥蜴和半荷姆克魯斯的吸血生物。

- 猴蛙（Clabbert）：樹棲生物，類似於青蛙和猴子的雜交體。

- 雞蛇（Cockatrice）：長著蜥蜴尾巴的像公雞的生物。牠的凝視也能在幾秒鐘內把人殺死。

- 叉尾犬（Crup）：一種類似於帕森羅素梗（英语：Parson Russell Terrier）及傑克羅素㹴的魔法犬種，但有一條分叉的尾巴。

- 幻影猿（Demiguise）：牠是一種猩猩屬的魔法草食性生物，有黑色眼睛和長長的毛髮，性情溫馴，能夠讓自己隱身[6]。牠們的視覺是預知能力，能夠看到未來最可能發生的情景，以致牠們難以捕捉。牠們能夠隱身，皮毛經常用於製作隱形斗篷[[[Wikipedia:格式手册/链接#章節|錨點失效]]]，所以價值很高。不過隨著時間的流逝，幻影猿皮毛製成的隱形衣物會變得不透明而失效。

- 謎蹤鳥（Diricawl）：也被麻瓜稱為渡渡鳥（dodo），是一種在受到威脅時會消失的鳥類。

- 黑妖精（Doxy）：類似於小精靈般的奇獸，有4隻手和4條腿，也被稱為咬人仙子（Biting Fairy）。牠們在《怪獸與牠們的產地》中看起來更像蜥蜴。

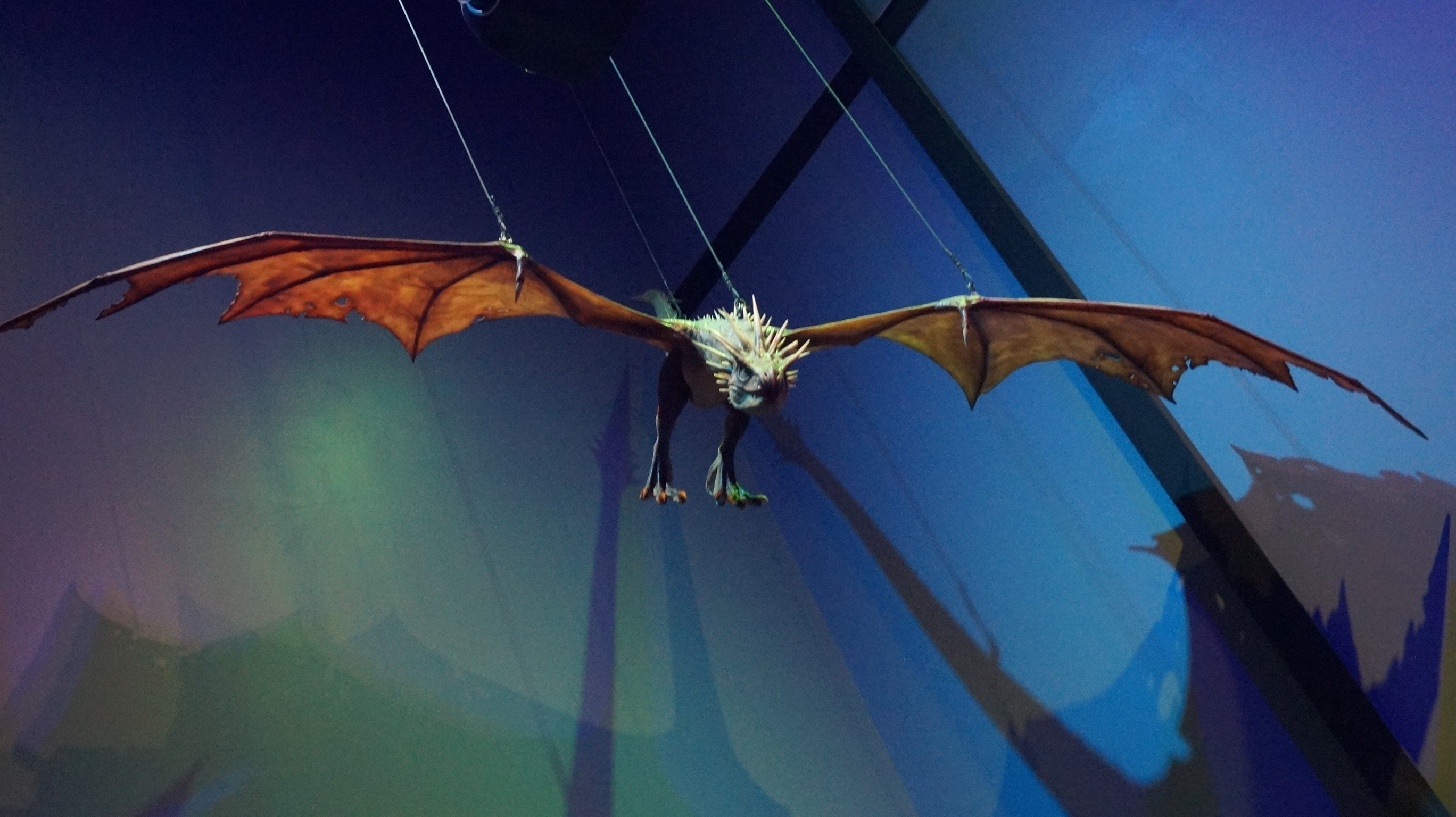
系列電影中的匈牙利角尾龍

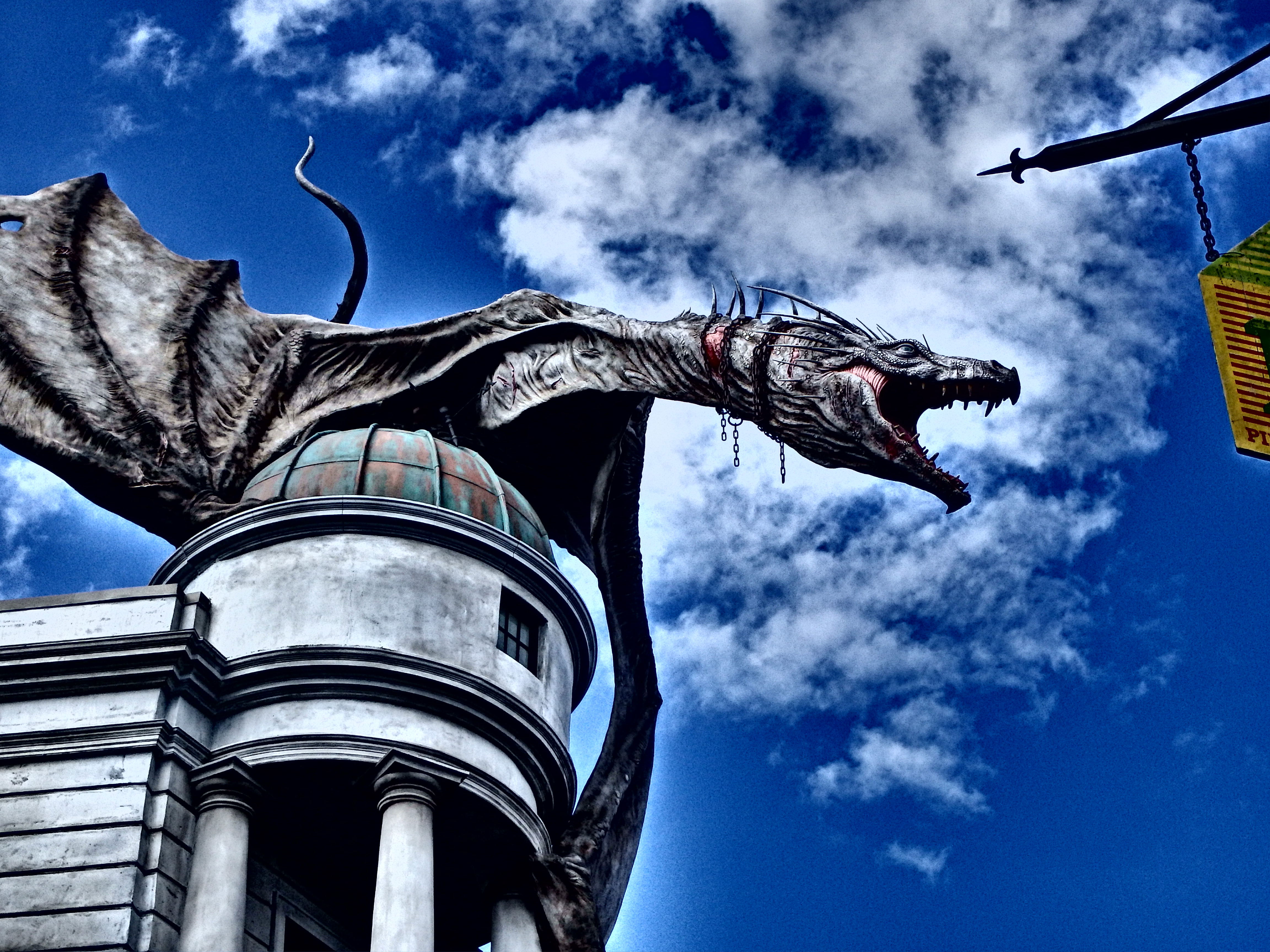
奧特蘭環球影城的烏克蘭鐵腹龍

- 龍（Dragon）：是一種有翅膀的噴火爬行動物。在《哈利波特》系列電影中，龍被描繪成以翅膀代替手臂，如蝙蝠一樣在建築物上爬行。龍的心弦是製作魔杖的三種主要核心之一。
  - 紐澳彩眼龍（Antipodean Opaleye）：原產於新西蘭山谷的火龍，有著珍珠般的鱗片，和五彩斑斕但沒有瞳孔的眼睛。
  - 中國火球龍（Chinese Fireball）：原產於中國的龍。牠又名為獅龍（Lion Dragon），其名稱源於其鼻孔噴出的蘑菇狀火球。其身體為猩紅色，並有著光滑的鱗片，臉上長了一圈如金穗般的龍鬚，眼睛非常突出。維克多·喀浪（Viktor Krum）於《火盃的考驗》中的「三巫鬥法大賽」期間，其第一項任務被抽籤選中脖子上編號為3的中國火球龍。
  - 威爾士綠龍（Common Welsh Green）：原產於威爾士的龍，全身佈滿了平滑的綠鱗。其臭名昭著的名稱源於由威爾士綠龍襲擊麻瓜海灘引起的伊爾弗朗姆事件（Ilfracrombe Incident）。幸運的是，一個正在度假的巫師家庭避免了任何傷亡。牠是「三巫鬥法大賽」期間的四條龍之中體型最嬌小的一條。花兒·戴樂古（Fleur Delacour）於「三巫鬥法大賽」期間抽籤選中其脖子上的編號為2的牠。
  - 布里底黑龍（Hebridean Black）：原產於蘇格蘭赫布里底群島的龍，其身體為黑色，眼睛為亮紫色的，沿著牠的背部有粗糙的鱗片，尾巴呈箭頭形的尖峰，體型可生長到長達三十英尺。
  - 匈牙利角尾龍（Hungarian Horntail）：原產於匈牙利的龍。牠的外觀有著蜥蜴般的黑色鱗片，其眼睛為黃色，背上長著突出青銅色的角，並一直延續到其尾巴上。其噴火射程可達50英呎（查理亦提到其餘三隻龍的射程不超過20呎），故被形容為最危險的龍。哈利·波特於「三巫鬥法大賽」中，抽籤選中了其脖子上的編號為4的匈牙利角尾龍。
  - 挪威脊背龍（Norwegian Ridgeback）：原產於挪威北部山區的龍。海格曾經收到了一隻挪威脊背龍的蛋，並違反禁令於小屋中飼養，取名為「蘿蔔（Norbert）」，但他最終不得不把牠交給在龍保護區工作的查理·衛斯理照顧；後來海格發現「蘿蔔」實際上是雌性，故給牠改名為「蘿蔔塔（Norberta）」；牠類似於匈牙利角尾龍，其不同之處在其背上黑色的稜刺，牠的身體有較棕色的紋理。牠的身體具有多種用途，不論是皮膚、血液、肝或糞便在各種層面上都有不同的效用──其心弦可作為魔杖的製作材料；古靈閣也使用牠擔任地下金庫的守衛。
  - 秘魯毒牙龍（Peruvian Vipertooth）：原產自秘魯東部和東北部有毒的火龍品種，鱗片光滑，呈黃銅色。牠的背上有一條黑色脊隆，頭部長有犄角。其體長在十五英尺左右。牠跟挪威脊背龍一樣，其牙齒帶有劇毒。秘魯毒牙龍是已知的所有火龍當中體型最小及速度最快的火龍。牠們以山羊和奶牛為食，但也喜歡吃人。
  - 羅馬尼亞長角龍（Romanian Longhorn）：原產於羅馬尼亞山區的火龍，身體長有深綠色的鱗片，以及一雙閃閃發光的長長金色犄角。羅馬尼亞長角龍的自然棲息地已經成為世上最大、最重要的火龍保護區，牠們喜歡在將獵物烤熟之前以犄角把它抵死。長角龍的犄角在磨成粉末後可以用於製作魔藥，並具有很高的藥用價值。巫師世界中的人為了獲得牠的犄角，以致牠們於近年來被大量捕獵，導致數量急劇減少。
  - 瑞典短吻龍（Swedish Short-Snout）：原產於瑞典北部山區，身體是漂亮的銀藍色，頭上長有長長的尖角，噴出亮藍色的火焰能以幾秒鐘的速度把目標燒至灰燼。西追·迪哥里於「三巫鬥法大賽」中抽籤選中其脖子上的編號為1的瑞典短吻龍。
  - 烏克蘭鐵腹龍（Ukrainian Ironbelly）：原產於烏克蘭，是有史以來最大品種的龍。其身體滾圓，鱗片呈金屬的灰色，眼睛是深紅色，翼展很長。牠的其爪子特別長，而且特別狠毒，據說其長爪和粗糙的鱗片跟鋼鐵一樣堅硬。牠的體重可達六噸，是世界上一種體型最大的火龍。雖然其飛行速度比其他的火龍品種還要慢，但仍然非常危險，牠可以在落地時把住宅壓成粉末。

- 泥怪（Dugbog）：類似鱷魚的生物，在靜止時類似於一塊枯木。

- 食童怪（Erkling）：精靈般的生物，能夠利用音樂引誘人類兒童並把他們吃掉。

- 爆角怪（Erumpent）：看起來像犀牛的生物，圓潤的身軀，牠的角裡含有爆炸性液體。

- 小仙子（Fairy）：長著昆蟲翅膀像人類似的細小生物，性格極其傲慢愚蠢。

- 火螃蟹（Fire Crab）：類似於陸龜與螃蟹之間的雜交。受到威脅時，牠會從尾部開火。

- 火蜥蜴（Fire-Dwelling Salamander）：一種類似蜥蜴的生物，以火焰為食。

- 肉食鼻涕蟲（Flesh-Eating Slug）：一種類似蛞蝓在花園生存的奇獸，其唾液帶有腐蝕性。

- 黏巴蟲（Flobberworm）：體長10英寸且無牙的褐色蠕蟲，喜食生菜，但差不多所有的植物都吃，不去理會牠就是最好的照顧方法。這種生物雖然可以用於製作魔藥，但牠沒有顯著的魔法能力，是一種十分無聊的生物，因此牠在魔法部的分類為最低的級別──一個X。

- 彩鳴鳥（Fwooper）：顏色鮮豔的鳥類，嘰嘰喳喳的歌聲會讓聽者發瘋。

- 食屍鬼（Ghoul）：類似沾滿黏液且長著齙牙的食人魔。
  - 變色龍食屍鬼（Chameleon Ghoul）：能夠偽裝成日常物品以逃避偵測的食屍鬼。

- 巨烏賊（Giant squid）：霍格華茲附近的黑湖中的巨大生物。

- 哭蜜蟲（Glumbumble）：類似於大黃蜂的昆蟲，牠所產生一種糖漿會引起食用者感到憂鬱。

- 地精（Gnomes）：發現於歐洲和北美地區的奇獸，眾所周知會感染巫師家庭的花園，牠曾於衛斯理一家的花園中出現過；在《吉德羅·洛哈特教你清除家庭害蟲》中提到，防治方法只有把牠們舉在頭上，用力旋轉讓牠頭昏眼花再奮力拋出。

- 金探鳥（Golden Snidget）：金黃色的小鳥，具有完全旋轉的翅膀。最著名的是用於早期的魁地奇，牠最終由金探子取代。

- 紫角獸／角駝獸（Graphorn）：危險、有攻擊性的奇獸，可見於歐洲各地的山區。牠們是一種像踝節目一樣的生物，類似刃齒虎，身形龐大且背部隆起，其身上灰紫色的皮相比火龍的還要結實，頭上長著兩支非常鋒利的金色長角，嘴裡有黏糊糊的觸手，並以四個指頭的獸足走路。牠們是山地山怪最喜歡的坐騎，這讓紫角獸感到很沮喪。大部分咒語對紫角獸沒有作用。

- 獅鷲（Griffin）：牠的身體部分是鷹，部分是獅子。

- 滾帶落（Grindylow）：長著細小犄角的綠色水妖，是一種黑奇獸。牠們那細長緊抓的手指非常有力，但也非常易碎。該系列的電影給予牠們擁有章魚目觸手的腿，儘管牠們於小說中並沒有這樣的描述。

- 狗靈（Gytrash）：狗一般體型大且尾巴分叉的鬼之靈魂。

- 幻影鬼（Hidebehind）：牠是在偶然的情況下由幻影猿與食屍鬼非法雜交產生的奇獸。

- 哼即碰（Hinkypunk），彷彿是煙霧凝成的單腿生物，外表看起來相當脆弱而無害，但會利用其手上掛著燈籠的燈光引誘旅人陷入泥沼。

- 馬魚（Hippocampus）：有馬的頭和前腿，以及魚的背和尾的海洋生物。

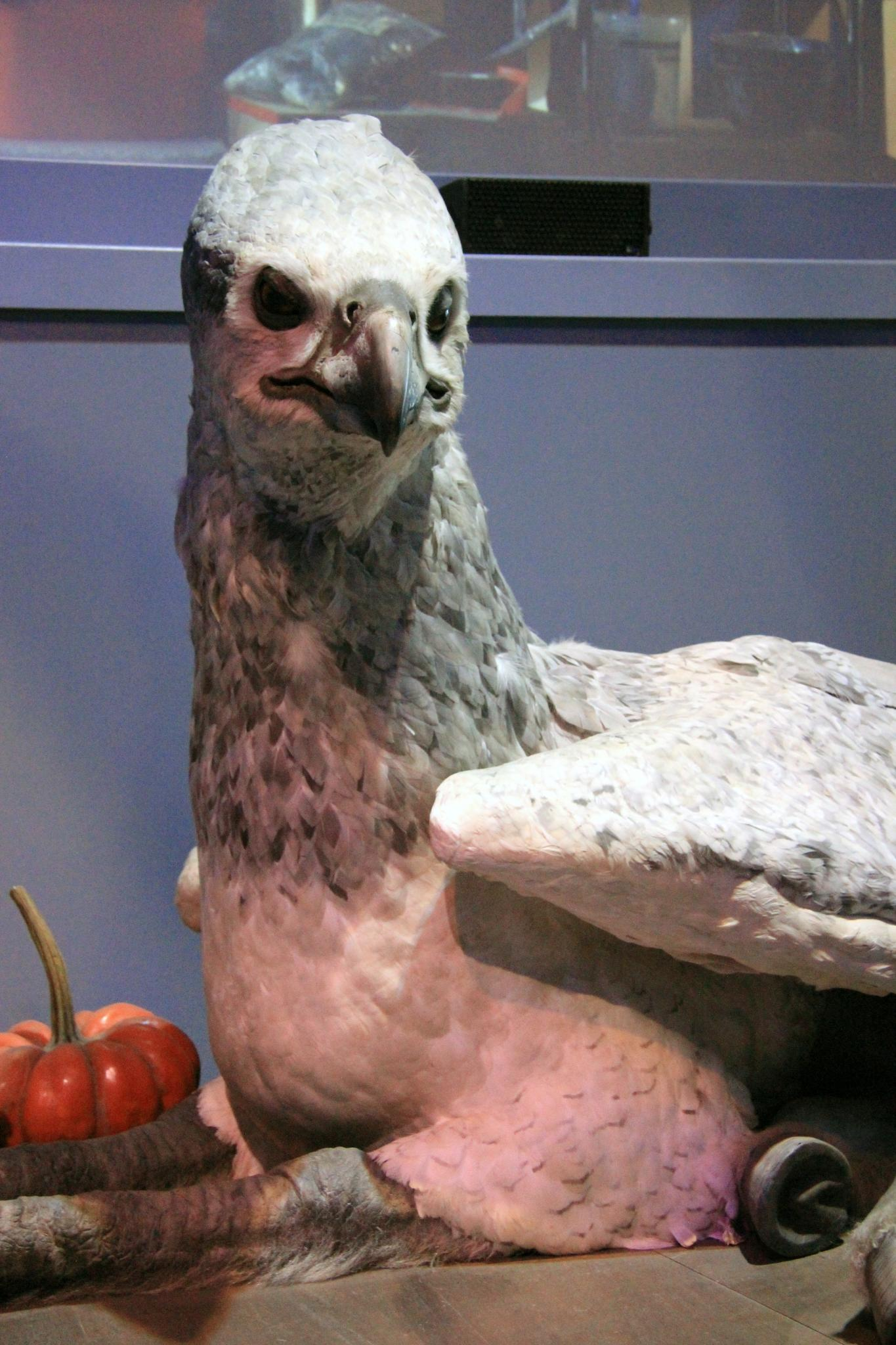
海格於中飼養的鷹馬──巴嘴（Buckbeack）。

- 鷹馬（Hippogriff）：半鷹半馬的生物，有著如大老鷹一般的頭部、翅膀和後腿，其身體、前腿和尾巴卻像一隻馬，牠有著凶殘的鋼青色鳥喙和大而明亮的橘色眼睛。其個性非常的驕傲且容易生氣，當接近牠時，需要先行鞠躬然後靜靜地等待牠的回應，並需要持續注視著牠的眼睛以表示並沒有惡意，若牠回禮就表示讓對方靠近並可以撫摸牠。巫師可以擁有牠們，但前提是需要每天對牠們施展幻身咒（Disillusionment Charm）。魯霸·海格也曾擁有一隻名叫巴嘴（Buckbeack）的鷹馬作為寵物。

- 紅眼怪（Hodag）：有角的犬齒獸亞目生物，類似於青蛙與狗的雜交，其頭部像青蛙。

- 毛菇精（Horklump）：類似蘑菇的粉紅色肉質生物，沒有明顯的用途。

- 長角水蛇（Horned Serpent）：源於北美原住民神話，長著角的巨型海蛇。

- 小惡魔（Imp）：源於歐洲神話傳說、民間迷信中常見的生物，發現於英國和愛爾蘭，身高與綠仙（Pixie）相仿。

- 加卡洛普（Jackalope）：有著鹿的鹿角，長得類似兔屬的生物。

- 魔貂（Jarvey）：像矇眼貂一般生長過度的生物，只能作簡短的說話，經常作出粗魯的陳述。

- 啞鳥（Jobberknoll）：藍色斑點的鳥類，直到牠死前一刻才發出聲音，然後牠會發出一聲長長的尖叫聲，當中包含牠聽過的每一個向後的聲音組成。

- 河童（Kappa）：日本河妖。牠可以利用其頭部的孔來把水儲存起來，從而在短時間內離開水。

- 凱爾派（Kelpie）：變形的水生生物，通常是一匹以海帶作為鬃毛的馬。牠會把遇溺的騎手拖下去使其淹死（大型凱爾派被稱為尼斯湖水怪）。

- 魔刺猬（Knarl）：刺蝟般的生物，在被給予食物時永遠不會相信房子裡的主人，反而會在他們的花園中造成嚴重破壞。

- 獅尾貓（Kneazle）：長得像貓的奇獸，鬃毛和尾巴像是獅子。牠的皮毛上有各種斑點，以及長長的耳朵。牠們非常聰明而獨立，但有一定的攻擊性。獅尾貓能夠檢測出不值得信賴的人而聞名；如果一隻獅尾貓跟巫師或女巫結緣，牠可以成為好寵物。若其主人迷路了，牠可以引領其主人到安全地回到家中；由於獅尾貓有時會對人類有攻擊性，故魔法部把純種獅尾貓的分類為「XXX」；妙麗的貓歪腿（Crookshanks）是混血的獅尾貓。

- 小矮妖（Leprechaun）：一種很頑皮搗蛋的奇獸，他們有時也被稱為勞瑞科恩 （Clauricorn），類似矮人與黃金相關的生物，既能欺騙巫師，也能欺騙麻瓜。

- 吸魂衣（Lethifold）：類似催狂魔的生物，喜歡人肉。

- 獾面獅尾鹿（Leucrotta）：類似駝鹿的生物，嘴巴更大。

- 水筆妖（Lobalug）：結構簡單的動物，由一個富有彈性的噴嘴和一個毒液囊組成。牠們是生活於北海海底的水生生物，體長十英寸，當牠受到威脅時會吐出毒液，因此也被人魚利用用作武器。

- 黴蝦（Mackled Malaclaw）：類似龍蝦的海洋生物。當被牠咬傷時，牠會產生一種不尋常的副作用，使受害者倒霉長達一周。

- 人面蠍尾獅（Manticore）：有著人類的頭、獅的身體和蝎子一樣的刺尾的肉食動物，並且能說人類的語言。

- 名稱不詳（Marmite）：非常細小魷魚般的怪獸，其觸手較長，其身體能在黑暗中發光。

- 黑貓魔（Matagot）：根據法國南部的一些口述傳統，「黑貓魔」或「Mandagot」是一種動物形態的靈魂，大部分未確定，據說黑貓、老鼠、狐狸、狗或牛也經常存在。

- 人魚（Merpeople）：傳說中生活於湖裡的生物，是一種半人半魚的水中動物，牠們有鱗狀的尾巴代替了腿。他們是哈利·波特於「三巫鬥法大賽」中遇見的生物，已知懂得人魚語言的人包括阿不思·鄧不利多及巴堤·柯羅奇。
  - 美人魚（Mermaid）：女性的人魚，一般被認為具漂亮的美貌。
  - 雄性人魚（Merman），男性的人魚，其腰部以上呈人類男性的身軀，腰部以下則呈魚類的尾部。跟美人魚相比，人魚男於傳統上被形容為沒有吸引力，然而一些現代的描述指牠們是帥氣的。
  - 人魚（Merrow），源自愛爾蘭的人魚。
  - 人魚（Selkie），源自蘇格蘭的人魚。
  - 塞壬（Siren），源自希臘的人魚，他們被認為是人魚中最漂亮和最美麗的。

- 伸縮蜥（Moke）：具有銀綠色皮膚的蜥蜴，原產於大不列顛群島。變形蜥蜴能隨意縮小，使麻瓜看不到牠們。牠們的皮革被用來製作當陌生人靠近時會縮小的錢包。

- 拜月獸（Mooncalf）：牛科的生物，在滿月的晚上從洞穴中走出來。

- 海葵鼠（Murtlap）：沒有毛髮的生物，類似於一隻背部有柔軟多肉刺的大老鼠。儘管其本質上類似於囓齒動物，但牠們是一種以海洋為基礎的哺乳動物，可以在英國的沿海地區找到。

- 玻璃獸（Niffler）：像鼴鼠般細小，身體如硬齒鴨嘴獸的奇獸；鼴鼠外觀有著鴨嘴獸的特徵（例如有著長而扁平的尾巴，和像水獺或海狸般的蹼足，以及其鴨子般長長而扁平的嘴巴或鼻子）。牠們痴迷於囤積閃閃發光的東西，通常將其它放於袋子中，直到其返回洞穴。牠於電影《怪獸與牠們的產地》中擔當著重要的角色。

- 木尾豬（Nogtail）：惡魔般的生物，牠以眯縫的黑眼睛、長腿、粗短的尾巴出現，以發育不良的的小豬形態出現，困擾著農場和穀倉。

- 毒豹（Nundu）：像豹的巨型生物，有著含毒的氣息。

- 兩腳蛇（Occamy）：原產於遠東和印度地區的奇獸，其身軀呈蛇形和有蛇紋，有羽翼翅膀和兩條腿，類似於龍和鳥的雜交繁殖出來的生物。牠們是卵生並從蛋裡孵化出來，其蛋殼由純度最高的銀製成，其價值不菲。牠們是能夠「隨意伸縮（choranaptyxic）」的，這意味著牠能增大或縮小身軀以適應其可用空間[7]。牠曾經出現於電影《怪獸與牠們的產地》。

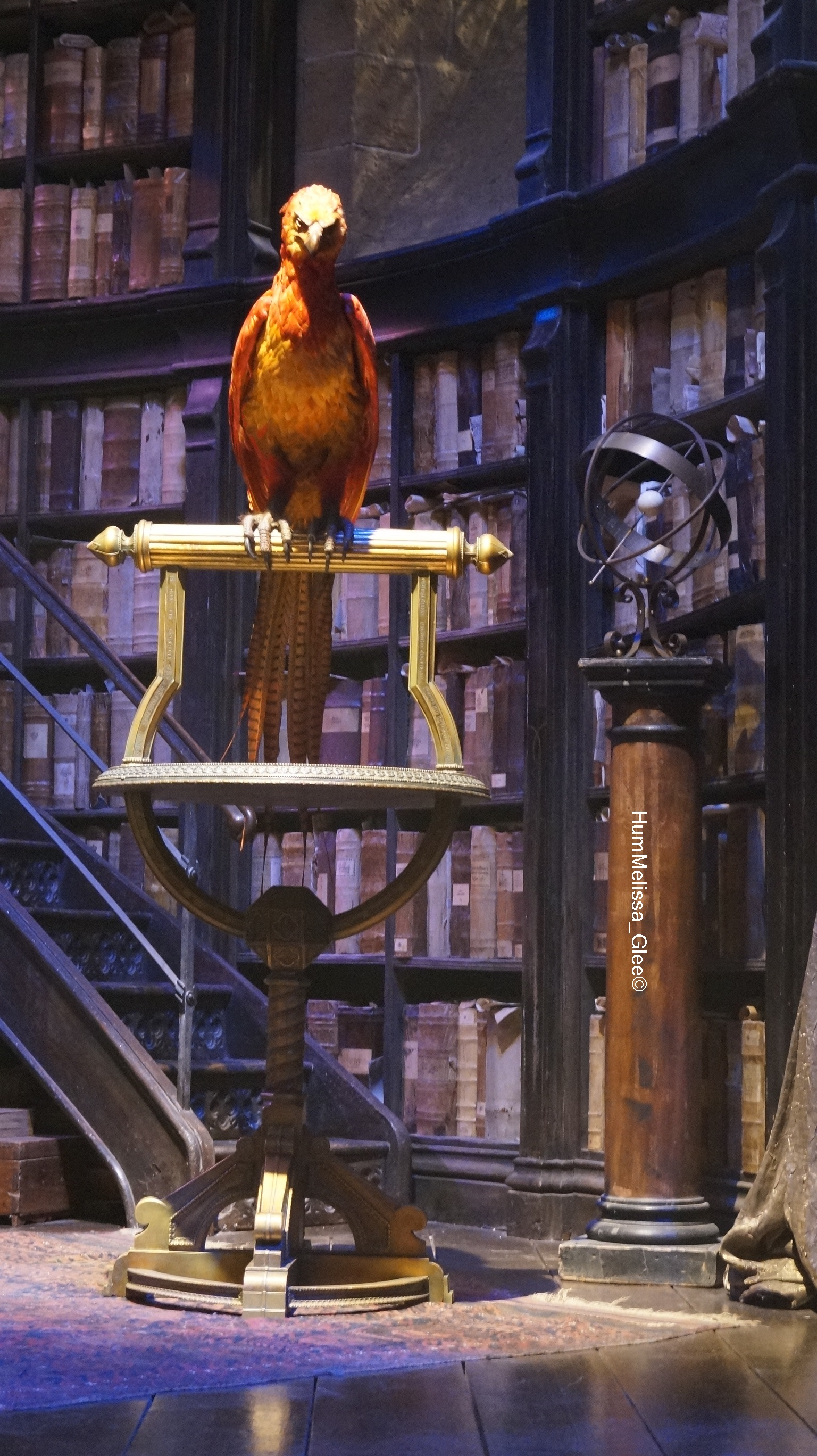
阿不思·鄧不利多的寵物──佛客使（Fawkes）。

- 鳳凰（Phoenix）：牠們是能夠承載著無比沉重的負荷並能轉世的鳥類，牠們的眼淚具有療癒傷病的力量。其原型是西方神話中的不死鳥，是種神奇的紅色鳥類，當牠們到達燃燒日時便會自我燃燒，最後在灰燼裡重生。據說牠們的歌聲能鼓勵高尚的人並使惡人懼怕。鳳凰的尾羽也是製作魔杖核心的材料之一。鳳凰似乎與鄧不利多家族有著密切的聯繫，並且牠們會伴隨其主人一生中一直存在，然後飛向未知的地方。《哈利波特》整個系列中最著名的鳳凰是阿不思·鄧不利多的寵物佛客使（Fawkes），牠是整個系列中是突出的奇獸，其兩根尾羽就是用於製作佛地魔與哈利·波特魔杖的材料。
  - 鳳王鳥（Hoo-hoo）：日本的一種鳳凰。

- 綠仙（Pixie）：在英國和愛爾蘭發現的小麻煩製造者；在《消失的密室》中，康和郡的綠仙曾經於吉德羅·洛哈的黑魔法防禦術課堂上出現，牠們當被釋放出來便立即在課室中掀起如同煉獄般的混亂。

- 長腿魚（Plimpy）：長著腿的魚一般的生物，人魚認為牠們是害蟲的生物。

- 石鬼（Pogrebin）：類似地精的惡魔，但牠更像一塊石頭而不是馬鈴薯。

- 醜馬夫（Porlock）：類似薩堤爾的小生物，用於守護馬匹。

- 胖胖球（Puffskein）：呈圓球狀的奇獸，身上覆蓋著奶油般黃色的軟毛。牠是巫師世界兒童中一種很受歡迎的寵物，牠並不討厭被人摟抱或者扔來扔去。牠是食腐動物，從蜘蛛到剩飯甚麼都吃，很容易照料。牠會在感到滿足的時候發出嗡嗡的聲音。牠的毛髮帶有魔法屬性，可以作為魔藥原料。齊格蒙特·巴奇在他製作大笑藥水的配方中便添加了胖胖球的毛。
  - 阿帕盧薩胖胖球（Appaloosa Puffskein）：非法繁殖的生物品種，類似於同名馬品種。
  - 尖牙胖胖球（Fanged Puffskein）：被非法培育有著尖牙的品種。
  - 迷你毛毛球（Pygmy Puff）：衛氏巫師法寶店培育並出售的粉紅色或紫色的細小胖胖球。

- 五足獸（Quintaped）：肉食性的五足生物，類似於長著一張臉的海星。

- 錨魚（Ramora）：守護漁民的魔法魚類。

- 虹軟帽（Red Cap）：類似地精般的矮小生物，牠的帽子利用被其猛擊的受害者的血染上，這就是其名稱的由來。

- 金牛（Re'em）：金牛般的生物，其血液可以增強飲用者的力量。

- 三頭蛇（Runespoor）：有著三個頭的巨蛇，其身長六至七英尺，呈橘黃色，帶有黑色條紋。

- 人面獅身獸（Sphinx）：埃及的生物，正如其名有人類的面孔和獅子的身體。牠有能力發表人類的言論，善於提出謎語及謎題。哈利等人於「三巫鬥法大賽」期間遇到牠，哈利好不容易才破解其謎語而通往最接近獎盃的路。

- 變色蝸（Streeler）：會留下一串有毒黏液的巨型蝸牛。

- 惡閃鴉（Swooping Evil）：帶有狼頭骨的有毒蝴蝶狀生物，以人類腦袋為糧食。

- 遁形豬（Tebo）：類似疣豬屬的生物，受到威脅時可以隱形。

- 三頭巨犬（Three-headed dogs）：霍格華茲內用於守護著魔法石的三頭巨犬。當牠聽到音樂的時候就會進入沉睡狀態，音樂終止時便會立即甦醒並攻擊入侵其領域範圍的對象。

- 雷鳥（Thunderbird）：主要於亞利桑那州發現的一種美國鳥類生物，具有引起雷暴的力量。在電影《怪獸與牠們的產地》中，一隻名為弗蘭克（Frank）的雷鳥在電影高潮中佔著重要的角色。

- 山怪（Troll）：一種北歐神話中一種食人的巨人，其身軀有12英尺，有驚人的力量但智力低下。
  - 山地山怪（Forest Troll）：綠色皮膚的巨人族，三趾和毛髮原產於森林和林地。
  - 森林山怪（Mountain Troll）：山區的巨人族，特徵為禿頭、淺灰色的皮膚和兩趾。一名森林山怪被奎若教授帶進霍格華茲，後來被榮恩·衛斯理打敗了。
  - 河流山怪（River Troll）：毛茸茸的紫色皮膚巨人族，特徵為有短角、五根手指和腳趾，一般潛伏於河流中間或橋下。

- 巨魔（Trollcleg）：在洞穴巨人周圍盤旋的馬蠅。

- 名稱不詳（Trollwig）：以洞穴巨人的耳垢為食的蠼螋。

- 獨角獸（Unicorn）：類似馬的奇獸，牠們毛色非常潔白，其血液有著銀白色的光澤；前額突出的角一般被認為是「純潔」的象徵[8]。牠們的毛髮是魔杖的三種主要杖芯材料之一，而牠們的頭角可用於製作一些魔藥。在中，據說垂死的人只要喝下獨角獸的血就能保住性命並且得到永生，然而飲用者將永遠受到詛咒，而佛地魔就為了延續生命而喝下獨角獸的血。哈利波特系列電影中的騎士墜鬼馬

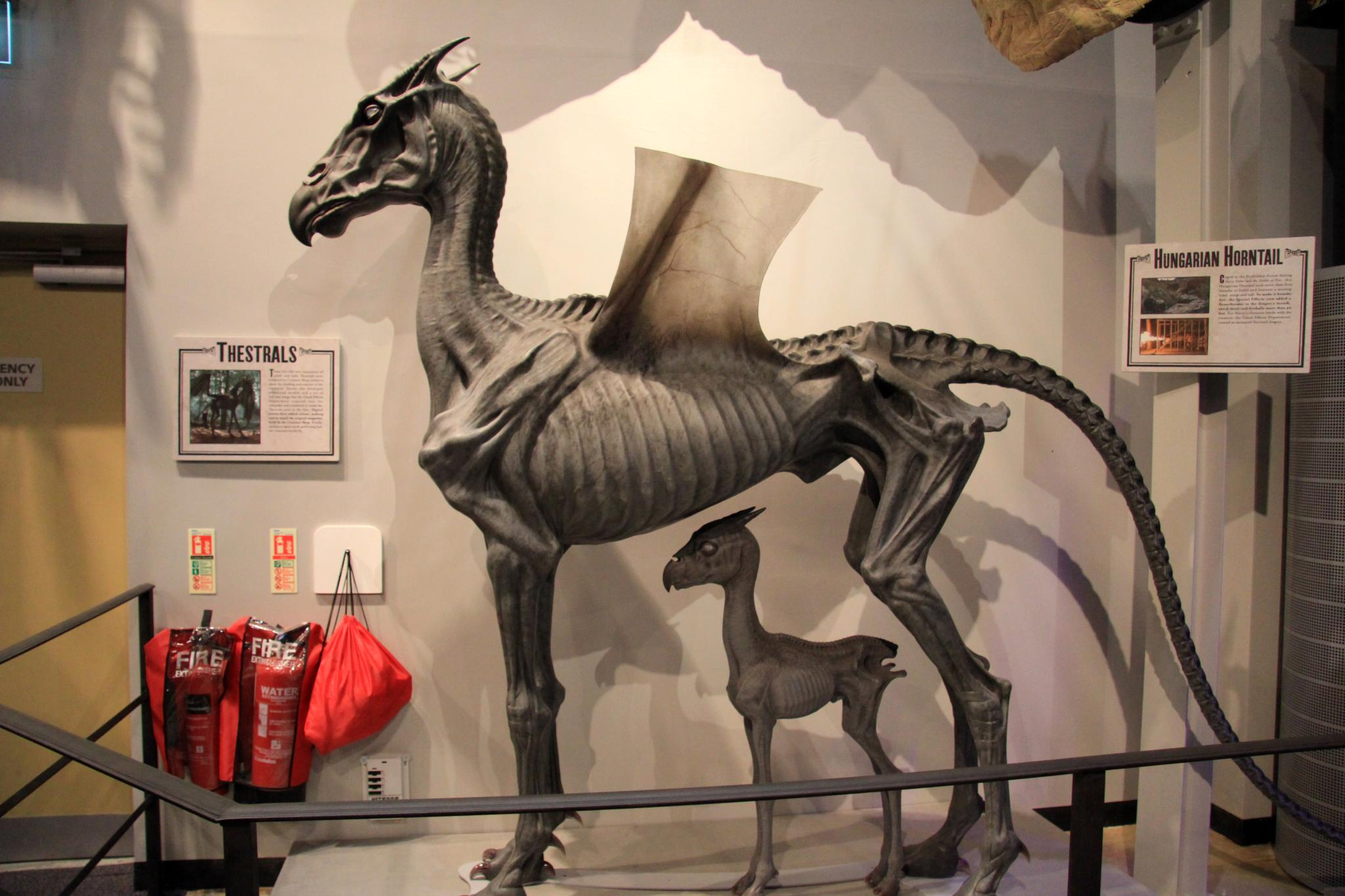
哈利波特系列電影中的騎士墜鬼馬

- 天馬（Winged Horse）：有翅膀能飛的類似馬一般的奇獸，巫師可以擁有牠們，前提是他們需要每天在牠們身上施展幻身咒。
  - 阿不拉薩（Abraxan）：體型巨大的黃金馬品種，而且非常強壯。飲料只有單一種麥芽威士忌。
  - 伊瑟龍（Aethonan）：在英國和愛爾蘭很普遍的栗色馬品種，其鬃毛呈栗色。
  - 格拉靈（Granian）：身體呈灰色的品種，其速度非常快。
  - 騎士墜鬼馬（Thestral）：黑色骨骼品種的天馬，長著龍的頭和脖子，其身軀高大且骨骼嶙峋，背上有一對翅膀的黑色翼馬。據說只有親眼目睹死亡的人才能看得見黑色的騎士墜鬼馬。其尾羽是三種常見材質以外（龍的心弦、獨角獸尾毛、鳳凰尾羽），少數能製作魔杖杖芯的材料。中指出，許多巫師都認為牠們是不幸運的；哈利等人乘著騎士墜鬼馬到達魔法部。

- 吸血鬼蚊子（Vampyr Mosp）：一種帶有尖牙的黃蜂雜交品種。

- 白河怪物（White River Monster）：棲息於白河中的一種怪物魚，因此得名。

- 山林仙女（Wood Nymph）：一種小型生物。根據花兒·戴樂古的說法，山林仙女們所組成的合唱團會在聖誕節期間於波巴洞城堡中為正在用餐的學生演唱小夜曲。

- 瓢蟲（Wrackspurt）：無形的奇獸，會飄入人類的耳朵，使人的大腦變得不集中和混亂。

- 雪人（Yeti）：類似猿人並有著白色皮毛的生物，原產於喜馬拉雅山脈（從藏區至尼泊爾）。

- 騶虞（Zouwu）：如大象般大小的貓，能夠長途跋涉進行遠距離旅行。

### 靈性生物
以下曾於哈利波特的世界中出現的生物都被納入靈性生物（Beings）。
- 矮人（Dwarf）：一種矮矮胖胖的人形生物。
  - 庫魯皮拉（Curupira）：一種源於巴西的紅髮矮人。
- 巨人（Giant）：一種大型的類人生物，其智力遠高於山怪。
- 妖精（Goblin）：另一種矮胖的人形生物，牠們跟銀行工作相關。
  - 魒骻吉（Pukwudgie）：一種源自北美的妖精。
- 母夜叉（Hag）：一種年老的且滿臉皺紋的女巫。
- 家庭小精靈（House-elf）：一種矮小瘦削的人形生物，如棕精靈般做家務。
  - 雲伯（Yumbo）：一種源自非洲塞內加爾的白皮膚精靈品種。
- 食人魔（Ogre）：一種體型巨大、粗壯的人形生物，外形類似鹿齒食屍鬼。
- 吸血鬼（Vampire）
  - 薩薩班塞（英语：Asanbosam）（Sasabonsam）：一種紅髮、白皮膚的吸血鬼，源於非洲的加納。
- 迷拉（英语：Vila (fairy)）（Veela）：外觀長得很像鳥類的美麗生物，極富魅力，牠們於跳舞的時候，會散發出一種肉眼看不見的光來迷惑男性[9]。牠們時而長得極像美少女，時而像鷹身女妖，當牠們生氣的時候則會變成鳥類的模樣，並利用狀似火球的物體攻擊敵人。雖然牠們並非人類，但其擁有迷惑男人的能力使牠能夠與人類誕下後代。據說牠們的毛髮雖然能成為製作魔杖的材料，其性質卻相當的不穩定。
  - 混血迷拉（Half-Veela）：一種半人類的生物，是人類與迷拉的後代，據說花兒·戴樂古則是電影中少數已知具備迷拉血統的混血兒。
- 狼人（Werewolf）：滿月時會變成狼的人類。
  - 密西根狼人（Michigan Dogman）：一種源於密西根州韋克斯福德縣的狼人。
  - 濕地狼人（Rougarou）：一種源於在美國和加拿大的狗頭狼人，是一種極度危險的生物。

### 靈魂
以下曾於哈利波特的世界中出現的生物都被納入靈魂（Spirits）。
- 報喪女妖（Banshee）：女性靈魂，據說向某人預示著家庭成員死亡，通常透過喊叫或慟哭來表達。
- 凱波拉（Caipora）：巴西森林的靈人，其頭很小、毛茸茸的身體。個性非常調皮、狡猾。牠們生活於巴西的熱帶雨林中，守衛卡斯特羅布舍的場地和建築，並在夜幕的掩護下關注著霍格華茲學生與生活於叢林中的生物。
- 鬼魂（Ghost）：已經死去的人類靈魂。
- 陰屍（Inferius）：一種被佛地魔復活的類似喪屍般的生物。
- 惡作劇精靈（Poltergeist）：在某些建築物鬧鬼的另一種鬼魂。
- 喪屍（Zombie）：死而復生的不死生物。

## 電影系列中各種著名的奇獸

### 八眼巨蛛

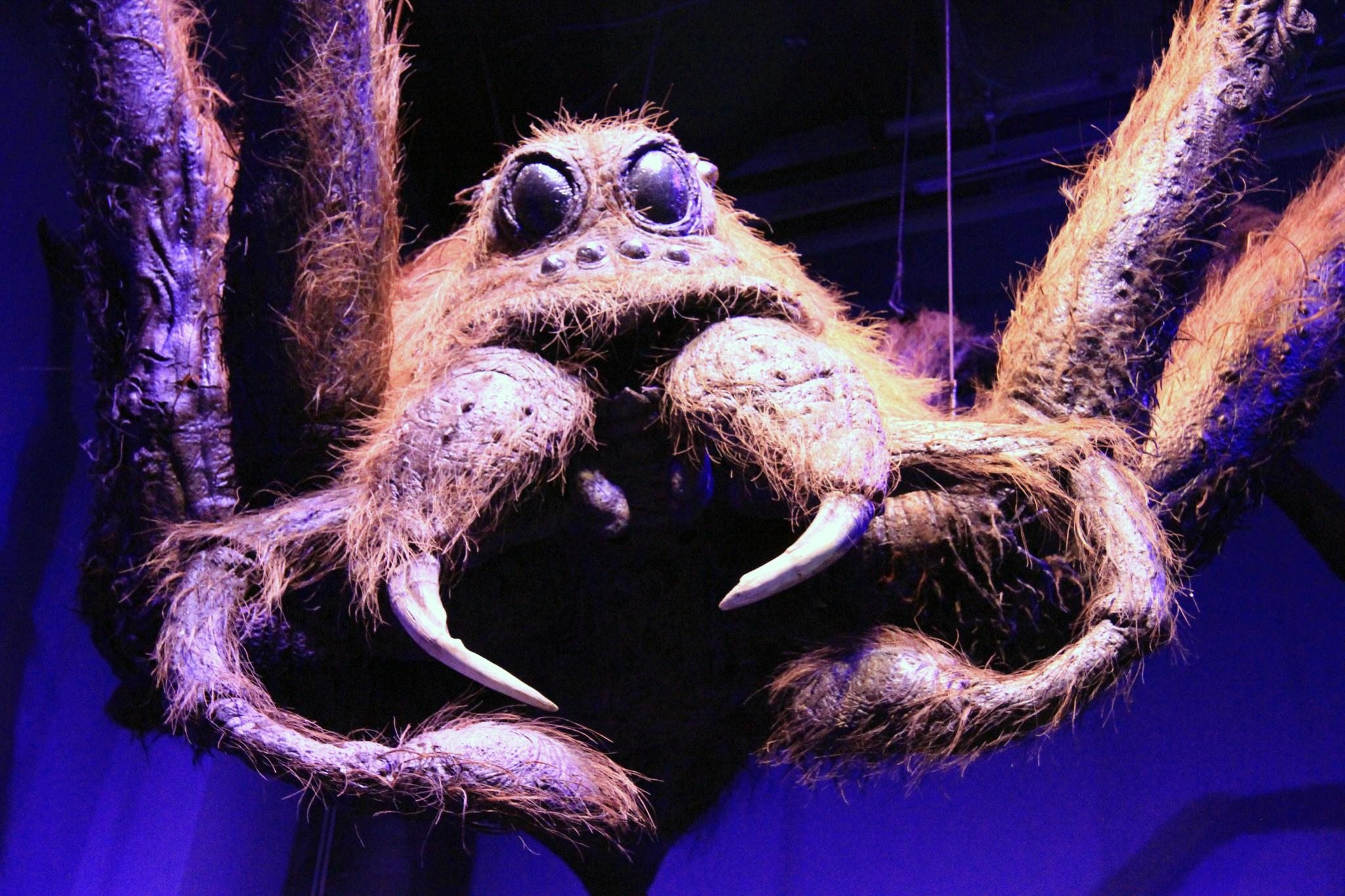
在華納兄弟工作室倫敦巡迴展中展出的阿辣哥。

在哈利波特的世界裡，八眼巨蛛（Acromantula）是一種能夠講人類語言的駭人蜘蛛怪物，牠源於婆羅洲，棲息於該處茂密的叢林中。其顯著的特性特徵包括覆蓋其全身的黑色濃密厚厚的毛髮；牠的腳可擴展至15英尺；當牠們興奮或憤怒時，其鉗子會產生一種特殊的喀嚓聲，還會吐出有毒的分泌物；八眼巨蛛是肉食性的，喜歡大型的獵物，能夠在地面上以旋轉方式築起圓頂形的網。雌性的八眼巨蛛相比雄性的體型較大，能夠一次產下多達100枚蜘蛛卵，那些蜘蛛卵潔白而柔軟，其體積有如沙灘球，約6-8周內便能孵化。八眼巨蛛的蜘蛛卵被魔法部的奇獸管制部門定義為「A類非貿易商品」，這意味著對其進口及銷售都會受到嚴厲懲罰。
這種怪物被認為是由巫師培育的，可能的意圖是為了守衛巫師的住處或寶藏，就如魔法培育的怪物一樣。儘管八眼巨蛛具有近乎人類的智慧，但牠是無法被訓練的，並對巫師與麻瓜來說都是高度危險的。魯霸·海格於其三年級的時候由於擁有一頭八眼巨蛛──阿辣哥（Aragog）而遭到霍格華茲開除，許多霍格華茲教授曾經認為那是消失的密室內的怪物，也是史萊哲林的怪物。然而，後來事實證明史萊哲林的怪物是蜘蛛的天敵──蛇妖（Basilisk）。

### 蛇妖
在哈利波特的世界裡，蛇妖（Basilisk）是一種龐大駭人的蛇形生物。牠相比於現實神話中對應物的體積更龐大，其長度能長達50英尺，壽命可達數百年。除了爬說嘴（Parselmouths）以外，蛇妖是無法被控制的，首隻蛇妖據說是由希臘的黑巫師兼爬說嘴──惡人赫珀（Herpo the Foul）培育出來的，他透過蟾蜍孵化雞蛋而發現此生物。雄性蛇妖頭上有一束猩紅色的羽毛。蛇妖有兩種方法令其他生物死亡：牠強大的毒液和牠的黃色大眼睛，任何生物只要直視其黃色的大眼睛便會立即死亡；對於任何間接看見牠的人，例如是透過相機或倒影反射，牠都會創造一種類似於被美杜莎凝視般使其他生物進入深層石化的狀態。若靈魂直接或間接看到牠只會被石化，因為它們不會有第二次死亡。鳳凰的眼淚是唯一已知能夠治癒蛇妖毒液破壞性影響的方法。蜘蛛若遇到蛇妖會逃跑，因為牠們是天敵；而蛇妖若遇到公雞時會逃跑，因為雄雞的啼叫對牠們來說是致命的；而黃鼠狼（weasel）的氣味也會讓蛇妖死亡。
在中，一條雌性的蛇妖棲息於霍格華茲地窖中的消失的密室裡。50年前，學生時代的湯姆·瑞斗（後來的佛地魔）開啟了密室的大門，密室中的蛇妖因此就把數名學生石化了（因學生們看見蛇妖的倒影），牠的目光把一名女學生──愛哭鬼麥朵殺死並藏於該處長達50年，直至湯姆·瑞斗以其日記侵佔了金妮·衛斯理的身體，使密室的大門再次被打開。在小說中的事件裡，蛇妖試圖殺死幾個麻瓜出身的巫師，但由於好運，所有受害者都只被石化而沒有被殺害。魯霸·海格指瑞斗更指示金妮·衛斯理把霍格華茲裡的公雞殺掉。當哈利·波特發現該密室時，瑞斗終揭露了其身份，並當金妮的生命逐漸衰弱時命令蛇妖全力對付他。此時，哈利得到佛客使前來的幫助，牠以其爪子弄瞎了蛇妖的眼睛，並帶來了分類帽，哈利從分類帽取出葛來分多劍，並利用它把蛇妖從其嘴巴刺穿，從而把牠殺死。
葛來分多劍吸收了蛇妖的尖牙和毒液，事實證明了這有助於摧毀佛地魔大部分的分靈體。在裡，哈利在殺掉蛇妖的同時被蛇妖的一顆毒牙刺中了手臂，他把該斷掉的毒牙拔掉並刺到湯姆·瑞斗的日記中（佛地魔的其中一個分靈體）使它被摧毀，此讓金妮恢復了生命力。
在裡，榮恩·衛斯理及妙麗·格蘭傑於妖精拉環（Griphook）手上失去葛來分多劍後回到該密室，並從死去多時的蛇妖屍體中取去牠的一顆尖牙，用來催毀赫夫帕夫的金盃。這次密室是榮恩模仿哈利的爬說嘴來把密室打開的。鄧不利多教授與榮恩及奈威·隆巴頓分別利用帶有蛇妖毒液的葛來分多劍摧毀了魔佛羅·剛特的戒指、小金匣，以及娜吉妮。

### 幻形怪
在哈利波特的世界裡，幻形怪（Boggart）是一種非人類的變形者，能夠呈現出使其目標受害者最恐懼的東西。雖然英國神話把幻形怪描述為惹麻煩的家庭小精靈，和生活於沼澤地或其他偏僻地方的惡意生物，羅琳筆下的幻形怪更像一種源自蘇格蘭的奇獸──布羅拉罕（Brollachan）。然而，在英國（蘭開夏郡）有一宗有關幻形怪的記錄，當中它可以變成各種形式的動物，或是變成實際上更可怕的生物。幻形怪（一詞記載於《英國方言調查》中，該調查橫跨柴郡、德比郡、蘭開夏郡及約克郡，它被記錄為一個丫烏佬（Bogeyman）── 一種用來恐嚇及威脅小孩可怕的虛構人物。
幻形怪喜歡隱藏於黑暗和封閉的地方，例如壁櫥和櫥櫃。目前尚不清楚若幻形怪獨自一個的時候會選擇以甚麼形式存在。在中，雷木思·路平於他的黑魔法防禦術課堂上，教授學生以兩人或多人為一組的方式來接近幻形怪，這樣幻形怪便會難以選擇要嚇唬哪一個目標人物。魔法咒語中的「叱叱荒唐」就是用於對付幻形怪的咒語，透過把它們的外觀變成不太可怕甚至是滑稽的幻象，從而削弱其能力。當哈利·波特接近幻形怪時，它變成了催狂魔；在中，瘋眼穆敵利用他的魔眼確定其客廳的書桌上有一隻幻形怪。由於幻形怪具形狀轉換的能力，除了瘋眼穆敵以外，目前還沒有人見過其真實形態。
阿不思·鄧不利多在《怪獸與葛林戴華德之罪》中給了同樣的教訓。

### 人馬

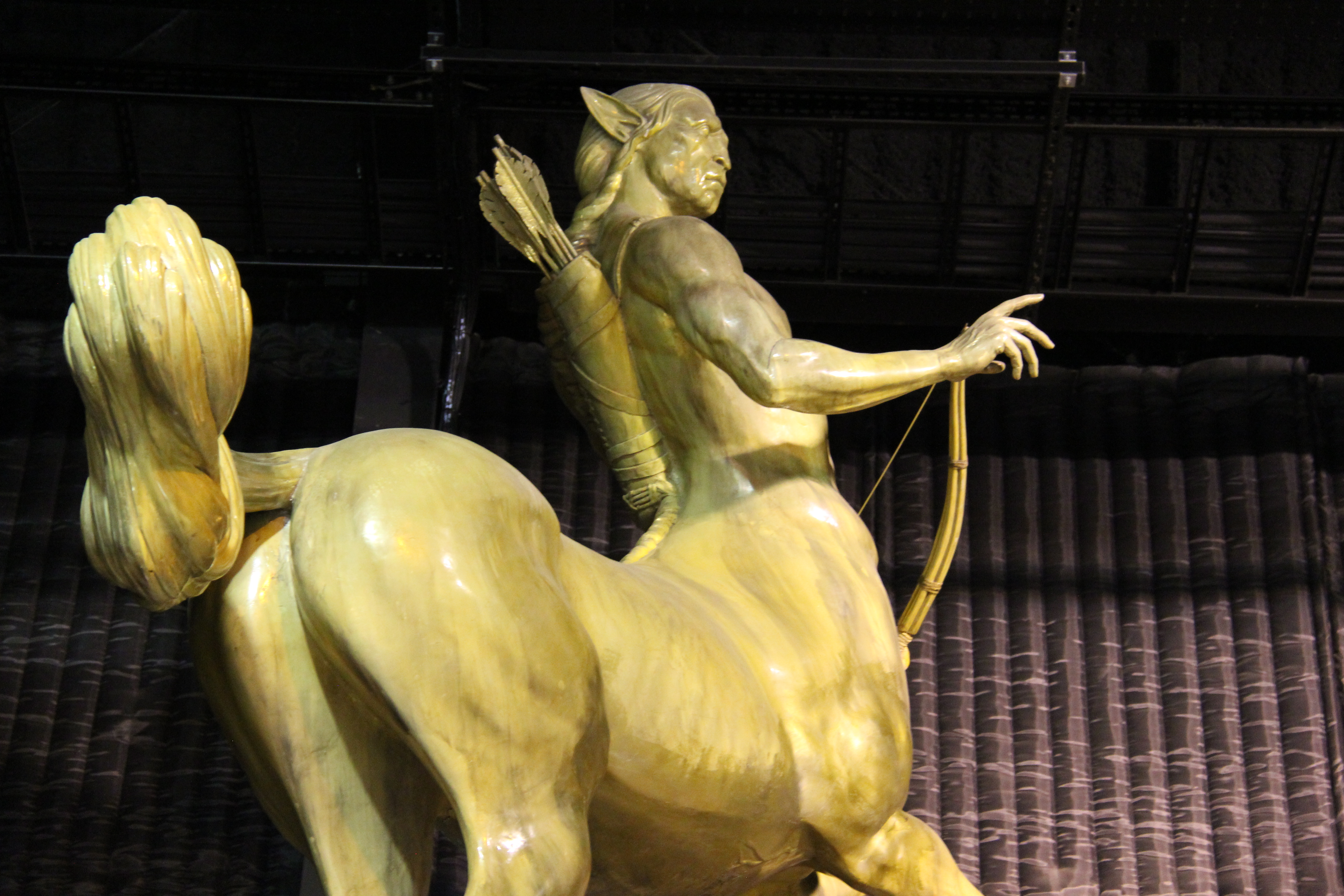

人馬（Centaurs）在哈利波特的世界是一種野生的奇獸，牠們聲稱擁有比人類更高智慧。牠們是個半人半馬的動物，其頭部和軀幹類似於人類，但擁有像馬一般的下半身、四條腿及尾巴。雖然牠們有情感和知覺，但牠們沒有要求被歸類為靈性生物，寧可擺脫人類的事務。人馬中也有願意跟人類交往的，就如翡冷翠，牠同意於霍格華茲裡任教占卜學，但牠對人類事務的興趣受到其他人馬視為叛徒，並導致其遭到暴力報復的攻擊，若非魯霸·海格的干預，翡冷翠可能會被殺。
魔法部的奇獸管控部門設有一個人馬聯絡辦公室（Centaur Liaison Office），但沒有人馬曾經使用。人馬擅於治療及占星術，並花了大量時間去觀察星空和天象以尋找預兆。人馬的族群生活於禁忌森林中，他們的社會由稱為牧群（herds）的群體組成。牠們似乎不會使用或需要任何比弓箭以外更先進的科技。人馬驕傲並對自己的領土保護性很強，因此處理有關人馬的事務時，必須採用高超的外交技巧。對人馬不敬會引致暴力的後果，如桃樂絲·恩不里居因此付出了代價。在中，霍格華茲的人馬群受到魯霸·海格的激烈告誡後，牠們投向哈利等人，並支持鳳凰會在霍格華茲大戰協助他們。
該系列電影中描繪了具有獸性和動物性面部特徵的半人馬，然而小說中並沒有描述牠們，但據說有幾名女學生被牠們吸引。
系列中其他人馬的角色包括：
- 翡冷翠[14]（Firenze）
- 禍頭（Bane）
- 瑪哥仁（Magorian）
- 如男（Ronan）

### 催狂魔

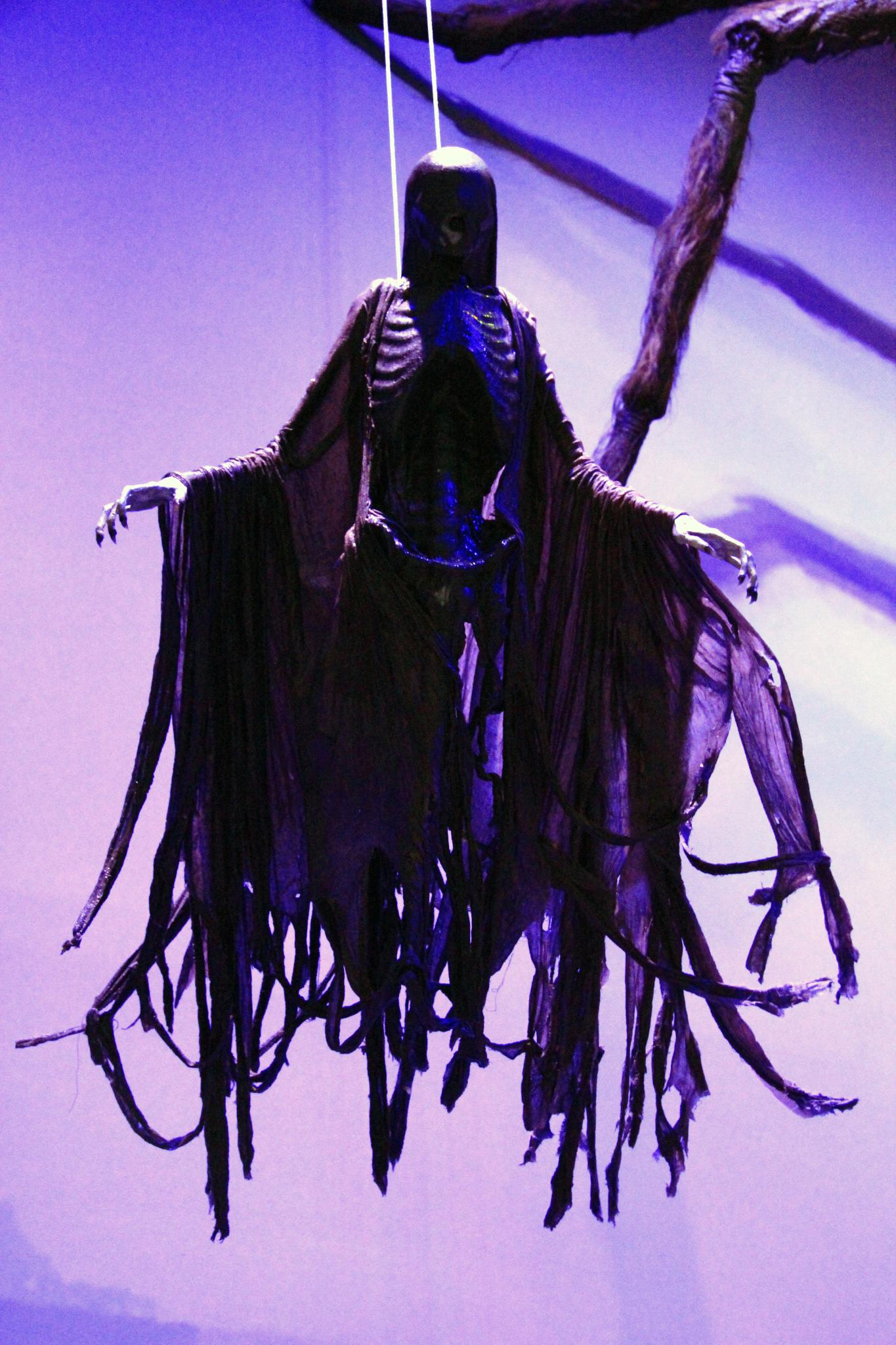
催狂魔。

催狂魔（Dementors）是一種「沒有靈魂的生物」...它們被認為是地球上其中一種最污穢的物種：它們是一個幽靈物種，其名稱顧名思義，它們會逐漸剝奪了人類的幸福快樂與智慧的頭腦，使人不能保持清醒，最終該人會發瘋並喪失魔法能力。它們是巫師監獄阿茲卡班的守衛，直至敵對者佛地魔王復活回歸。霍格華茲的校長──阿不思·鄧不利多對催狂魔極度厭惡，他指出一直以來都認為魔法部與此類生物「結盟」是錯誤的，這意味著催狂魔普遍存在於一般魔法世界以外的社會之中。鄧不利多因此禁止催狂魔進入霍格華茲校園範圍，此禁令被魔法部部長康尼留斯·夫子於中打破，他堅持由催狂魔作守衛陪同。
催狂魔於小說中通常以一般的人形出現，其高度約3公尺（10英尺），外觀上披著黑色連帽的斗篷，只露出其灰色腐朽的雙手出現。在斗篷下的催狂魔是沒有眼睛的，就像幽靈一般，唯一要注意的特徵是它們並沒有眼睛，其臉部的特徵就是嘴部的位置有一個大洞，永遠只有吸入式的呼吸，透過吸入的方式來消耗人類的情感和美好的回憶，從而迫使受害者只能夠再次經歷其最糟糕的回憶。根據作者羅琳的說法，催狂魔就如真菌類植物般生長於黑暗及潮濕的地方，並在那裡形成一股密集而寒冷的濃霧。雖然暗示著它們是具感情的，但這是模棱兩可的。催狂魔的存在會使周圍的氣氛變得寒冷和黑暗，並且效果會隨著攝魂怪的數量而累積。它們累積起來力量的巔峰被稱為「催狂魔之吻（Dementor's Kiss）」，其中催狂魔會以其嘴巴封鎖於受害人的嘴唇之上，吞噬受害人的靈魂和心靈，大概是讓受害者處於持續的植物人狀態，沒有任何回憶和感覺能夠留下。催狂魔能夠隱藏於麻瓜世界，雖然麻瓜是看不見它們，但它們能夠以相同方式影響麻瓜。
雖然催狂魔依附著人類的情感，但它們似乎很難以區分一個人與另一個人，正如小巴堤·柯羅奇逃離了阿茲卡班時那樣，在那裡它們分辨不到小巴堤·柯羅奇與其母親之間於情感上的差異。它們的敏感性似乎跟情感的「複雜性」不成比例；這個特殊的弱點被化獸師天狼星·布萊克看穿，他透過化身成為一隻狗逃離了阿茲卡班。對抗催狂魔的主要方法是使出護法咒（Patronus Charm），該咒語既能保護施咒者的安全亦能擊退所有催狂魔。
哈利·波特於霍格華茲的三年級時首次遇到催狂魔，當時它們被派往霍格華茲駐守以對付當時被認為是個危險的罪犯──天狼星·布萊克。由於它們的出現提醒了哈利指佛地魔殺害其父母，於是他前往找雷木思·路平協助，從而學習使用護法咒。在開首，兩隻催狂魔被派往小惠因區刺殺哈利，它們差點吸乾其表弟達力·德思禮的靈魂，後來它們被哈利以護法咒驅走（後來得知它們是由魔法部部長康尼留斯·夫子的秘書──桃樂絲·恩不里居派來的）。在該小說的尾聲，駐守於阿茲卡班的催狂魔對其僱主──魔法部發動了一場大規模反抗，並歸附允許它們幾乎可以自由地接觸受害者的佛地魔陣營。在中，魔法部於佛地魔的操控下，利用催狂魔來懲罰麻瓜巫師；在霍格華茲大戰期間，催狂魔投向佛地魔陣營。在金利·俠鉤帽被任命成為魔法部部長後，他下令催狂魔必須從阿茲卡班撤出，而魔法部則透過限制它們的數量來收容它們。
羅琳根據其說法，在她經歷了一段時間之後創造了催狂魔的角色，她引用自己的說話為「臨床上很沮喪」。因此，催狂魔可被視作憂鬱症的隱喻。

### 幽靈
幽靈（Ghosts）於哈利波特的世界中扮演著重要的配角，它們主要是作為一眾主角的意見提供者。它們跟傳統靈異故事中的幽靈有所不同，這些幽靈既不可怕也不駭人。幽靈軀體呈銀色半透明狀，他們能夠飄於空氣中，並能穿過牆壁、桌子和其他固體，儘管如此，它們的能力會受到一定的物理影響（例如愛哭鬼麥朵能把其女生廁所的馬桶裡把水濺出去）。在霍格華茲交誼廳的幽靈宴會桌上會擺滿腐爛的食物，因為腐爛的食物會增加他們嗅覺和味覺的能力。觸摸或穿過幽靈會有一種「就像走過一個冰冷淋浴」的感覺。幽靈是能夠受到魔法和詛咒的影響，但它們跟生物的感受程度有所不同。
在哈利波特的世界裏，只有巫師和女巫才能成為幽靈，這就如差點沒頭的尼克跟哈利解釋的那樣，「只有巫師才能在地上留下自己的印記，蒼白地走過自己曾經生活過的足跡... 我害怕死亡，所以我選擇留下來。我有時在想我是否不應該...嗯，那既不在這裡也不在那裡... 其實，我既不在這裡也不在那裡...）」儘管許多幽靈選擇了這個死後的世界，它們哀嘆著自己無法進食，被描述為憂悶的。它們藏身於病態和憂鬱的畫像裡。
幽靈對其自身的狀況都非常敏感：魔法部最初把它們歸類為「具有完全法定權利的有感覺能力的生物時，他們聲稱幽靈「感覺遲鈍」，並納入一個單獨的「靈魂分部」，這顯然是為了控制一些麻煩幽靈的活動和其出沒地點（就如當時麥朵在擾亂了奧利夫·轟碧 （Olive Hornby） 兄弟的婚禮，而奧利夫·轟碧是一個在學校裡嘲笑她的女孩，後來麥朵被迫只能在她去世的地方出沒──霍格華茲）。
一些幽靈的角色如：
- 血腥男爵（The Bloody Baron）：史萊哲林學院的幽靈，他殺害了海倫娜·雷文克勞（灰女士）：羅威娜·雷文克勞的女兒，他戴著的鐵鏈提醒著他的罪行。他是霍格華茲裡為數不多能夠控制皮皮鬼（Peeves）的角色之一。
- 胖修士（The Fat Friar）：赫夫帕夫學院的幽靈，他是個異常開朗的幽靈，對學生總是釋出善意和願意幫忙，儘管是那些並非其學院的學生。他對皮皮鬼的惡作劇也十分寬容。根據《Pottermore》的說法，他在展示的可疑的魔法標記後，他被自己的修道院下令處決。
- 灰女士（The Grey Lady）：雷文克勞學院的幽靈，其全名為海倫娜·雷文克勞。她是霍格華茲其中一位創辦人──羅威娜·雷文克勞的女兒，在她偷去其母親的王冕後就被血腥男爵殺害。佛地魔發現其遺下的王冕，並將王冕做成分靈體。在霍格華茲大戰中，海倫娜·雷文克勞向哈利提供尋找王冕的線索。在電影中，她跟露娜·羅古德是朋友。
- 差點沒頭的尼克（Nearly Headless Nick） ── 葛來分多學院的幽靈，其稱號由來是因為他的頭部「幾乎」被削去，但他的頭仍還在。許多失去父母的學生都跟他談論死亡，以及其摯愛的人以幽靈方式存在的可能性。在天狼星·布萊克去世後，他告訴哈利指自己沒有勇氣穿過面紗以繼續來世的生活。其全名為尼古拉斯·德·敏西－波平頓 爵士（Sir Nicholas de Mimsy-Porpington）。
- 丙斯教授（Professor Binns）：霍格華茲裡教授魔法史的教授，據說有一天他於下課後的午睡期間在睡夢中死去，翌日他以幽靈的狀態醒來後便準備去授課，就像甚麼都沒有發生過一樣。自那時起，他的日程沒有絲毫變化。
- 愛哭鬼麥朵（Moaning Myrtle）：被蛇妖殺害的雷文克勞學院女生，居於霍格華茲一樓女生浴室中。
- 帕特里克·德蘭尼-波德摩先生  - 其全名是帕特里克·德蘭尼-波德摩爵士（Sir Patrick Delaney-Podmore），無頭騎士狩獵的首領，經營一家被斬首幽靈的俱樂部。
- 皮皮鬼（Peeves）：霍格華茲的調皮搗蛋鬼，根據羅琳的說法，皮皮鬼並不當作幽靈，而是「牢不可破混沌的精神」[20]。

### 巨人
巨人（Giants）是哈利波特的世界裡的能夠跟人類結合的生物品種──混血巨人（half-giant）：一種身型龐大的人類物種，就如魯霸·海格和他的情人歐琳·美心也是個巨人，但是巫師作為一個整體，積極參與了從文明中獵殺巨人的運動。據說，英國最後自由的巨人顯然是受到魔法部法令殺害的，然而他們大部分的死亡是由於他們之間的領土侵略，巫師們迫使他們生活於越來越狹窄的空間之中。世上僅存的最後一些巨人（總數在70-80個之間）聚居於白俄羅斯以東，以及英國以北的一個偏遠和孤立的地區。
巨人的身高約20-25英尺（6-7.5公尺）不等，非常高大，他們的皮膚類似於犀牛皮，這使他們能對魔法攻擊具有限的免疫力。巨人被描繪成一個與歐洲民間傳說大部分一致的垂死物種，他們經常被描述為在人類出現前一段長時間建立了奇怪廢墟地貌的早期生物。他們非常愚笨，社會由一位名叫古爾格（Gurg）的酋長寬鬆地規管，他花大部分的時間向下屬索取食物。
佛地魔在中說服巨人指可以為他們提供更美好的生活，佛地魔僱用他們作為攻擊的軍隊；而海格於《鳳凰會的密令》中透露，他跟美心夫人試圖去說服巨人參與共同對抗佛地魔的戰爭，但事情於古爾格被殺一事阻撓，其繼任人選擇站在敵人──佛地魔的一方。據推測，巨人們最後於系列結束時加入了霍格華茲大戰，主要是為佛地魔而戰。

### 妖精

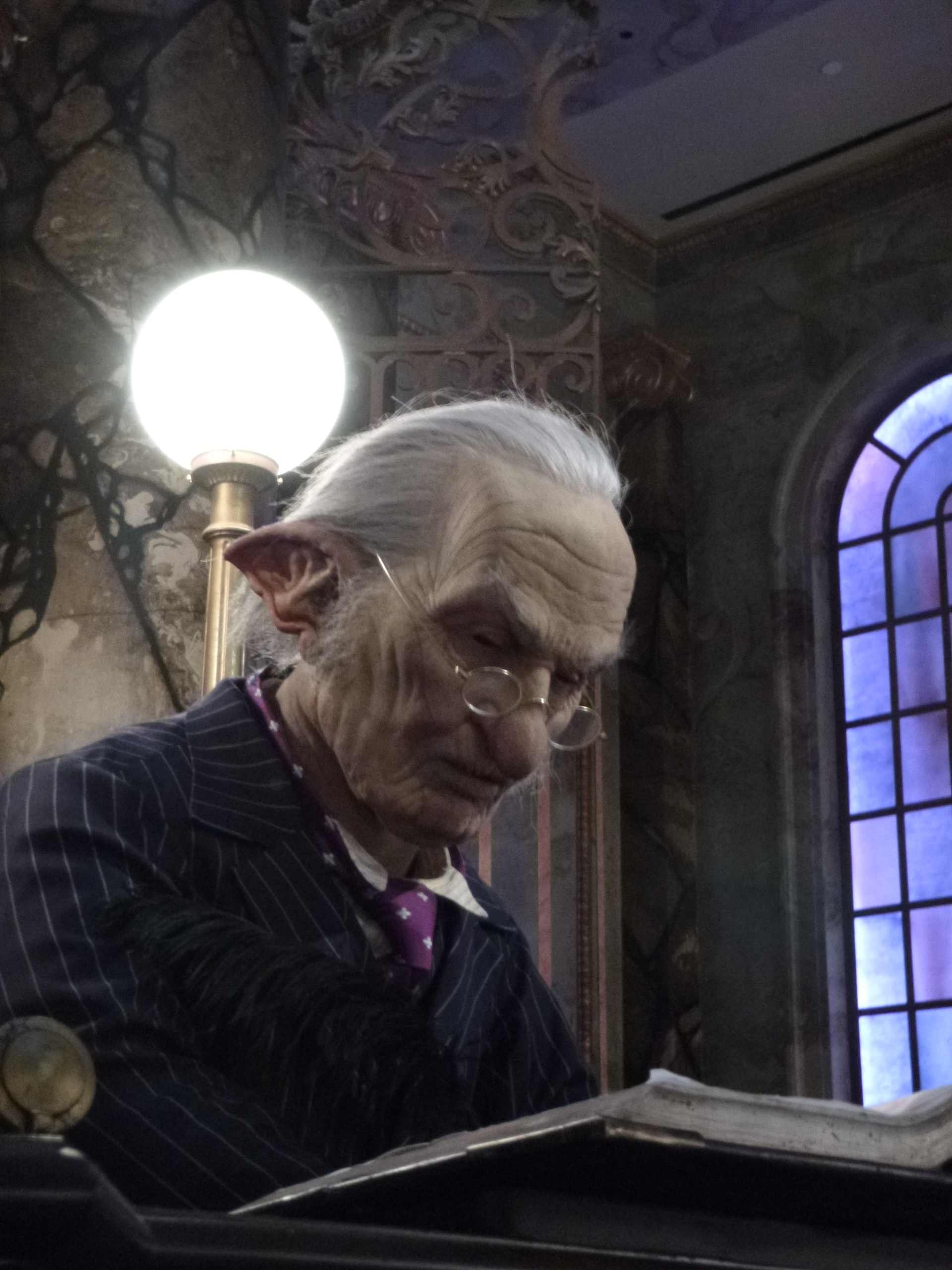
在古靈閣工作的妖精。

妖精（Goblins）是一種奇獸，主要從事與金屬製品有關與古靈閣巫師世界銀行中與金融有關的各項服務的工作。它們是魔法部的奇獸管控部門哥布林聯絡處的代表，
它們是一種「類人猿（anthropoid）」，被描述為具黑色眼睛、細長的手指和腳、以及跟身體比例較人類為大的頭部。它們雖然聰明但心地很壞，它們的飲食主要是生肉、植物的根莖和菇類真菌，並以一種稱為「妖精語」的語言溝通。它們認為一件物品的真正主人是該物品的製造者，而非購買者；並且怨恨著任何購下由妖精製作的傳家之寶，使巫師家庭毋須進一步付款的人；然而，若有人買下妖精的物品，牠們只會當作繳付押金，一旦購買者死亡，該物品便必須歸還給妖精，因此牠們無法明白巫師把牠們的物品傳承給下一代的道理。妖精製作的物品不需清理，甚至會吸收外界物質使其力量得到強化，如葛來分多寶劍能夠吸收蛇妖的毒液而變得更強。
巫師法律禁止妖精擁有魔杖，但它們可以使用屬於自己不同的魔法。自幾個世紀以來，妖精與巫師之間的關係一直受到誤會而讓雙方關係緊張，有時更引起暴力。跟家庭小精靈一樣，妖精在巫師世界中似乎佔據著二等公民的地位。在第二次巫師世界大戰期間，妖精處於中立的位置，既不向佛地魔投誠也不反對他。在某些情況下，某些巫師和妖精之間存在著交情淺薄的友誼（特別是在古靈閣裡擔任詛咒破解人的比爾·衛斯理）；甚至還有一些妖精跟巫師雜交的例子，就如菲力·孚立維有著疏遠的妖精血統（這可能是其體型小的原因）。《哈利波特》系列中對妖精的描繪被指包含著反猶太主義的刻板印象。
妖精的角色：
- 拉環（Griphook）：古靈閣的妖精，協助哈利、妙麗及榮恩盜取赫夫帕夫的金杯，最後被佛地魔殺死。
- 果納（Gornuk）：古靈閣的妖精，與拉環等妖精一起逃亡，後來遭食死人殺害。
- 波羅（Bogrod）：古靈閣的妖精，協助拉環及古靈閣的其他妖精，被哈利下了蠻橫咒，最後被火龍燒死。
- 雷那（Ragnok）：一個具影響力的妖精，在不情願之下在背後支持鄧不利多。
- 萊格納克一世（Ragnuk the First）：高錐客·葛來分多在世時的妖精之王。作為最好的銀匠，葛來分多委託他打造葛來分多劍[22]。

### 家庭小精靈
家庭小精靈（House-elves）是巫師家庭用作奴隸的小精靈，通常每個顯赫的巫師家庭也有家庭小精靈的存在以服侍該家庭，如天狼星·布萊克及魯休思·馬份的家族，也有家庭小精靈於霍格華茲裡工作。牠們高約2-3英尺，有細長的四肢及具過大的頭部及眼睛。牠們有如蝙蝠般尖尖的耳朵，並能發出高音尖厲的聲音。牠們似乎沒有姓氏，而名字通常是寵物般的暱稱。牠們習慣性地以第三人稱來稱呼自己。家庭小精靈一般比較服從、容易擺布和巴結奉迎的；當牠們被奴役時，牠們會穿著被丟棄的物品，如枕套和茶巾，牠們會像長袍一樣般披著。家庭小精靈的主人可以透過給他們一件衣物來釋放它們，讓牠們重獲自由，就如英國民間傳說的霍夫（Hob）一樣，也如多比的襪子。牠們不能不聽主人的話，所以每當不能完成主人吩咐的事時，牠們就會處罰自己。

### 闇黑怨靈
闇黑怨靈（Obscurials）是那些試圖壓制其魔法能力的魔法兒童，若不加以控制的話，這種壓制就會在其體內產生一種稱為「默默然（Obscurus）」的惡靈（黑暗寄生力量），腐蝕使用者的魔法，並慢慢殺死宿主。若由於他們被迫隱藏自己的魔法本性而情緒受到困擾，那麼神秘的闇黑怨靈宿主會保持孩子的形態並看起來很正常。當他們的力量被釋放時，由於孩子自己幾乎無法控制默默然的力量，那些孩子和默默然會共享一個巨大幽暗縹緲的雲團，這通常會造成破壞。怨靈與宿主可能會在以後重新變成孩子的模樣，再次幾乎沒有來自默默然的影響般存在。由於其消耗的性質，闇黑怨靈很少能活過童年（他們一般活不過十歲），進入青春期的闇黑怨靈被認為是非常厲害的魔法使用者，儘管他們仍然無法控制。
闇黑怨靈首次出現於巫師受到麻瓜迫害的時候。為了隱藏其本性並融入社會，他們的痛苦會導致其魔法顯現為默默然。因此，即使是巫師也會害怕闇黑怨靈，因為他們認為闇黑怨靈不僅具有破壞性，而且對巫師世界的「國際保密法」來說是個威脅。時至今天，由於世界各地對魔法民族的迫害，闇黑怨靈的創造仍然存在。
當默默然接近他們的情緒崩潰點時，他們的眼睛便會變成乳白色，並且可以觀察到默默然在宿主的皮膚下扭動。當默默然被釋放時，它們通常會瞄準其宿主的痛苦和痛苦的根源；它們會猛烈地傷害受害者，並在受害者的臉上留下明顯的划痕，就像燒傷受害者的臉一樣。只有一些技術高超的巫師才能把闇黑怨靈從小孩身體裡抽出。儘管默默然的本性很暴力，它們會放過那些對其宿主表現出善意和感情的人。
闇黑怨靈與默默然在電影《怪獸與牠們的產地》中扮演著至關重要的角色，《怪獸與牠們的產地》的作者紐特·斯卡曼德（Newt Scamander）對無法拯救他在蘇丹遇到闇黑怨靈的女孩而表示內疚。在電影的故事情節中，一個默默然出現於1926年紐約阿留斯·鄧不利多（Aurelius Dumbledore）的體內，阿留斯·鄧不利多以前名為魁登斯·巴波（Credence Barebone），其養母已經成立了一個組織向女巫進行迫害，而魁登斯被迫向其虐待女巫的養母隱瞞自己的魔法能力。魁登斯獲得蓋勒·葛林戴華德的信任，驅使他在整個城市肆虐，後來他似乎被美利堅合眾國魔法國會主席向正氣師下令把他消滅。

### 騎士墮鬼馬

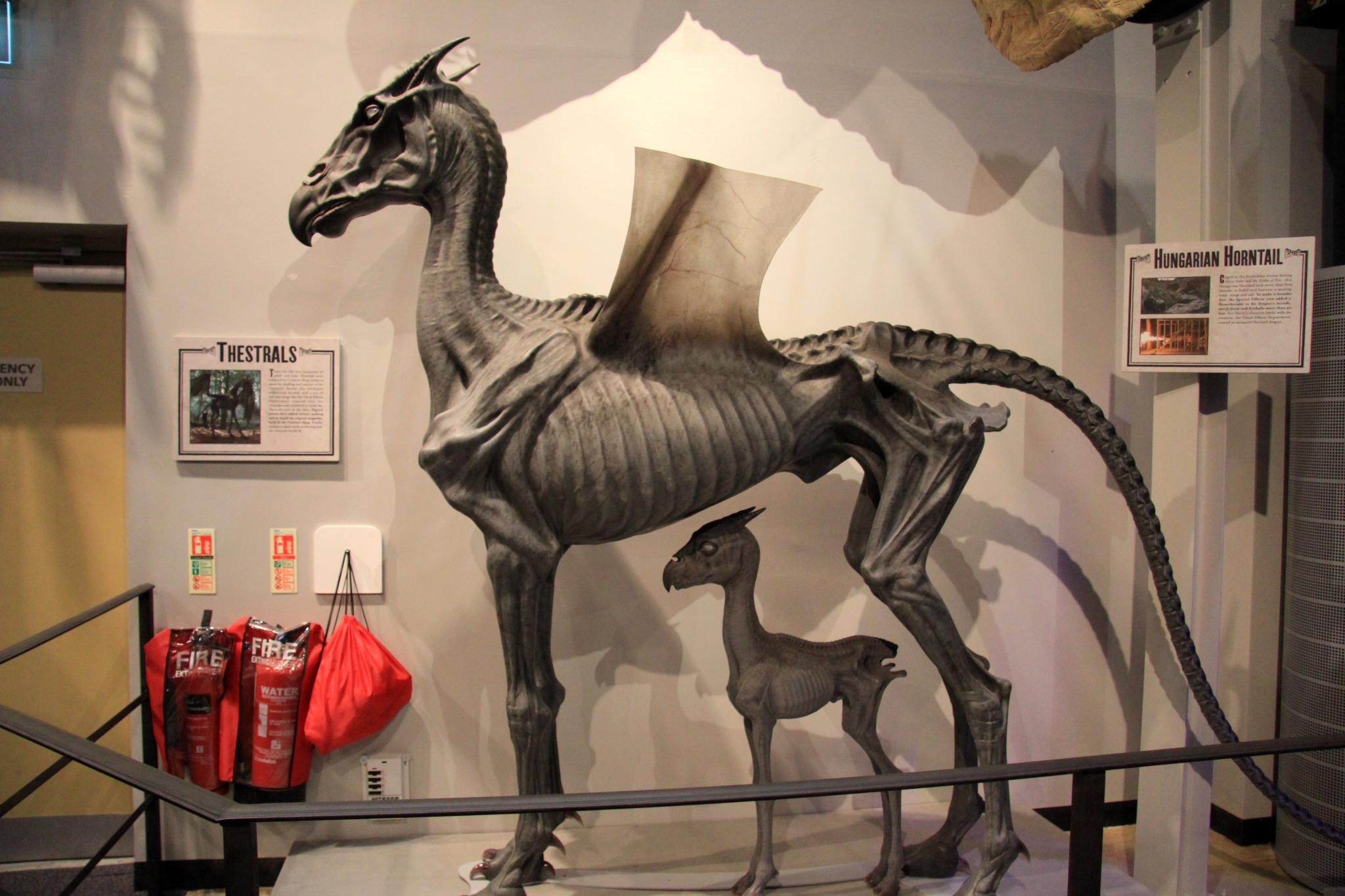
兩匹騎士墮鬼馬。

騎士墮鬼馬（Thestrals）是一種難以捉摸的肉食性有翼馬，牠並且被描述為擁有「像龍一般的臉」、「空白的白色閃亮眼睛」、「又長又黑的鬃毛」、「皮革般強韌的翅膀」和「一匹巨型的黑色有翼馬的骨骼」；牠也被海格描述為「非常聰明和有用」，而哈利也稱牠為「爬行動物」；牠們獲得了不應有的惡名為邪惡的預兆，據說只有親眼目睹並擁抱死亡的人才能看到牠。魔法部的高級調查官──桃樂絲·恩不里居斷言指騎士墮鬼馬被魔法部視為「危險生物」，儘管這可能是由於她對「混血兒」的偏見，因為海格是個混血巨人，並且在課堂上向學生展示了騎士墮鬼馬。
騎士墮鬼馬長著尖牙並擁有發達的嗅覺，這導致牠們找到腐肉和鮮血。根據海格的說法，牠們不會在沒有挑釁的情況下攻擊人類大小的目標。儘管牠們通常在地面上生活，但牠們擁有極好的方向感，並能夠一次快速飛行幾個小時；該品種是可以馴養的，如果有願意的動物訓練師（海格懷疑自己擁有英國唯一的馴化牧養品種），之後牠們可以拉負載，並在不舒服的情況下提供可用的交通服務的方式（哈利與他的朋友們在第五部小說中乘坐騎士墮鬼馬到魔法部，儘管他們當中有一半的人實際上看不到他們的交通工具）。
霍格華茲附近的禁忌森林裡有一個騎士墮鬼馬的族群，牠們主要用於拉動馬車車廂以接載學生往返霍格華茲與活米村火車站。海格把牠們介紹給五年級修讀奇獸飼育學的學生，就在同年的幾個月後，哈利於親眼目睹西追·迪哥里之死後便能夠看見牠們。哈利於西追死後至才能夠看見這些怪獸，然而不論在小說及電影中都指出他不止於一次目睹過死亡：哈利在一歲的時候親眼目睹其母親於他面前死去；而他在一年級時，奎若教授也在他面前死亡。儘管如此，哈利依舊沒有見到騎士墮鬼馬。因此從邏輯上說，他應該在整個系列中也能夠看到騎士墮鬼馬，或者應該早於那年暑假開始時便已看見牠們。當被問及這種差異時，羅琳回應指，當哈利看到其母親去世時，哈利還在嬰兒床般年幼，而當奎若死亡時，哈利已經昏了過去，並沒有真的見證其死亡。另一種解釋為，當哈利父母遇害時，哈利還很年幼，他當時沒法真正理解死亡的概念、意義和正在發生甚麼事；而當他看見迪哥里去世時，他才有機會明白及理解有關死亡的事，並在他回到霍格華茲之前才有時間思考一下，那時也是他首次看見騎士墮鬼馬。
在的結尾，騎士墮鬼馬於霍格華茲大戰中攻擊食死人，羅琳於此後透露製作接骨木魔杖裡杖芯的其中一種材料為騎士墮鬼馬的尾羽，這是唯一具有這種杖芯的魔杖。
騎士墮鬼蟲是發現於智利中部的蝽科屬的蟲，羅琳以其名稱來命名騎士墮鬼馬。《彩虹小馬》的作者米切爾·拉森也指出騎士墮鬼馬是其系列中甚少出現的蝙蝠翼變種小飛馬的靈感來源。

### 狼人

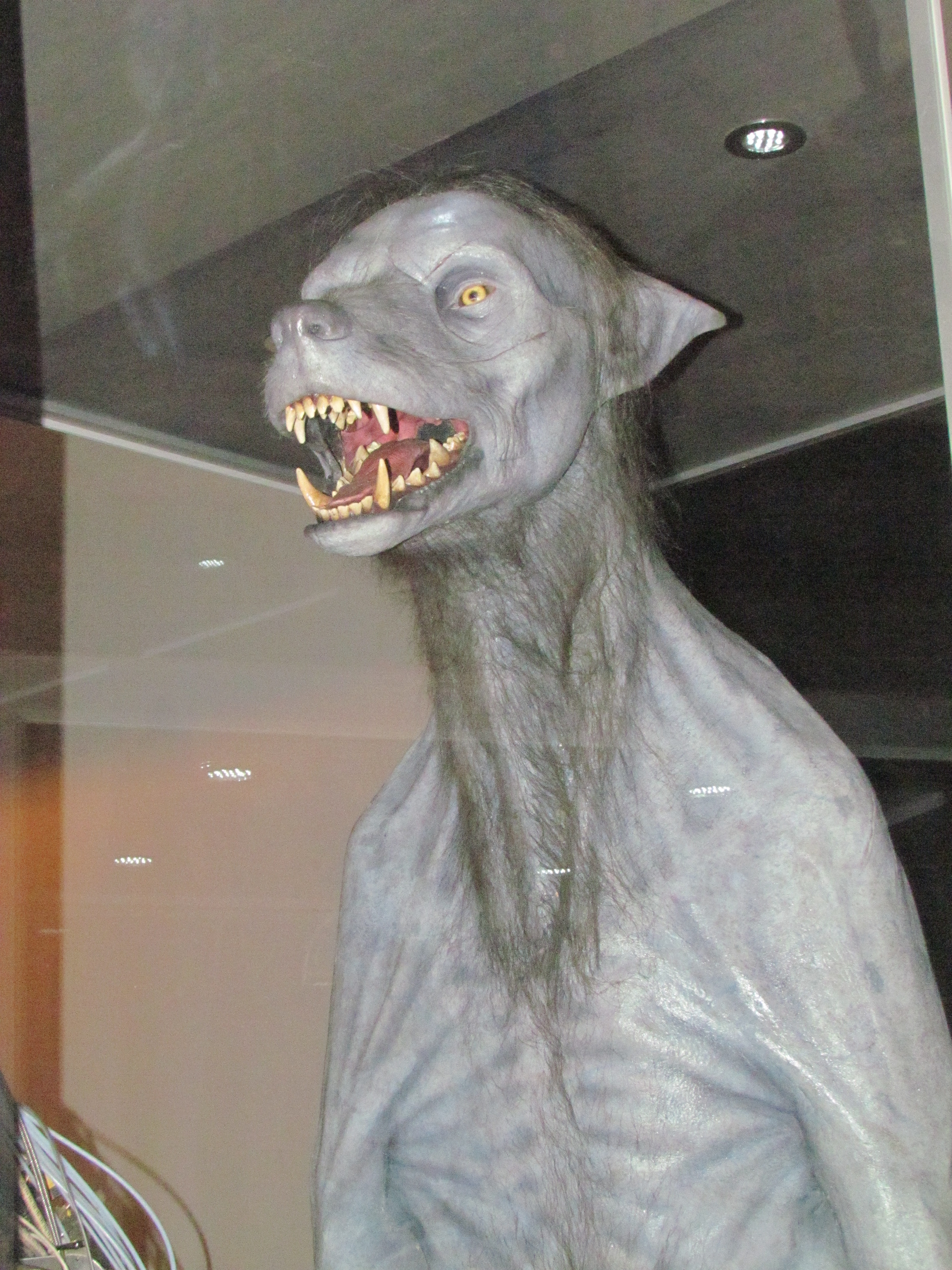
狼人

狼人（Werewolf）是一種人形般類似狼的生物，牠們只能於月圓之時短暫存在。狼人在一般的時間都會維持著人類的模樣，牠們可以透過幾個小特徵把狼人與真正的狼作區分，包括眼睛、爪子、尖牙、耳朵、口鼻和簇狀的尾巴。當一個人類被另一個狼人咬傷時，他就會變成狼人。一旦發生這種情況，該人必須學會控制其狀況。縛狼汁（Wolfsbane Potion）能夠有效控制某些狀況的影響；它能讓使用者於狼人形態時保持其人性，以防止他們傷害別人（抑制其兇性）。縛狼汁的味道嘗起來很可怕，很少有人能夠足以熟練地釀造，而根據雷木思·路平的說法，於藥水中加入糖會使它變得無用和惰性。在魔法世界中發現的任何東西都不能完全治癒狼人。大部分狼人生活於正常社會以外的地方，並靠偷取食物來生存。由於狼人們被一般巫師及女巫既害怕又討厭，以致牠們被巫師界迴避，因此牠們認為佛地魔會給牠們帶來更好的生活，所以牠們普遍支持佛地魔。
雷木思·路平是唯一已知的例外。《哈利波特》系列中只有三個已知的狼人，分別為：雷木思·路平、食死人焚銳·灰背，以及一位未有透露姓名的巫師，他跟亞瑟·衛斯理於聖蒙果魔法疾病與傷害醫院同一個病房待過。雖然比爾·衛斯理在的天文塔之戰中遭到灰背的襲擊，但此時的灰背並未變身。儘管比爾在該次襲擊中遭受了許多副作用，包括了一張傷痕累累的臉及一些咬傷的傷痕，但因為灰背是在人形的時候把他咬傷，因此他並不會變成狼人，雖然仍會留有一些狼性後遺症（比如愛吃帶血的肉）。人類化為狼的巫術（Lycanthropy），其狀況可以遺傳的，但是（正如泰迪·路平的例子中所見）並不一定如此。

## 角色
以下是在該系列中扮演重要角色的魔法生物。

### 歪腿
歪腿（Crookshanks）是妙麗·格蘭傑於第三至第六部小說裡所飼養的寵物貓。妙麗於第三部小說《阿茲卡班的逃犯》中，在一家名為奇獸動物園的商店把歪腿購買回來。歪腿酷似一頭波斯貓，羅琳形容牠為混種獅尾貓（half-Kneazle），一種像貓般的生物，聰明而且對不誠實的行為相當敏感，這解釋了牠能夠把榮恩·衛斯理飼養的老鼠斑斑（Scabbers）認定為彼得·佩迪魯，以及把狗隻形態下的天狼星·布萊克辨認出來的原因。在《阿茲卡班的逃犯》中，歪腿出現於校園裡跟獸足談話。電影中，歪腿的角色由一隻名叫「出色（Crackerjack）」的貓扮演。

### 多比
多比（Dobby）是一位家庭小精靈，首次出現於《消失的密室》。哈利發現多比的主人就是魯休思·馬份時，使計讓他釋放多比，因此哈利獲得了多比的忠誠。後來多比於《火盃的考驗》再次出現，在霍格華茲廚房或得了有薪工作，並且在後續集數中持續幫助哈利。在《死神的聖物》中，阿波佛·鄧不利多派多比到馬份莊園拯救主角們，多比卻被貝拉·雷斯壯殺死。多比被安葬於貝殼居外，墓誌銘為「多比，一位自由的家庭小精靈，在此長眠」。
多比的名字源於英國民間傳說中的一種生物，這種生物會做家務，而且對孩子很友善，就像系列中的角色一樣。
《哈利波特》系列電影中，多比由陶比·瓊斯配音。在《NextMovie.com》的《哈利波特》大型民意調查中，多比獲選系列中最受歡迎的奇獸第一名。

### 佛客使

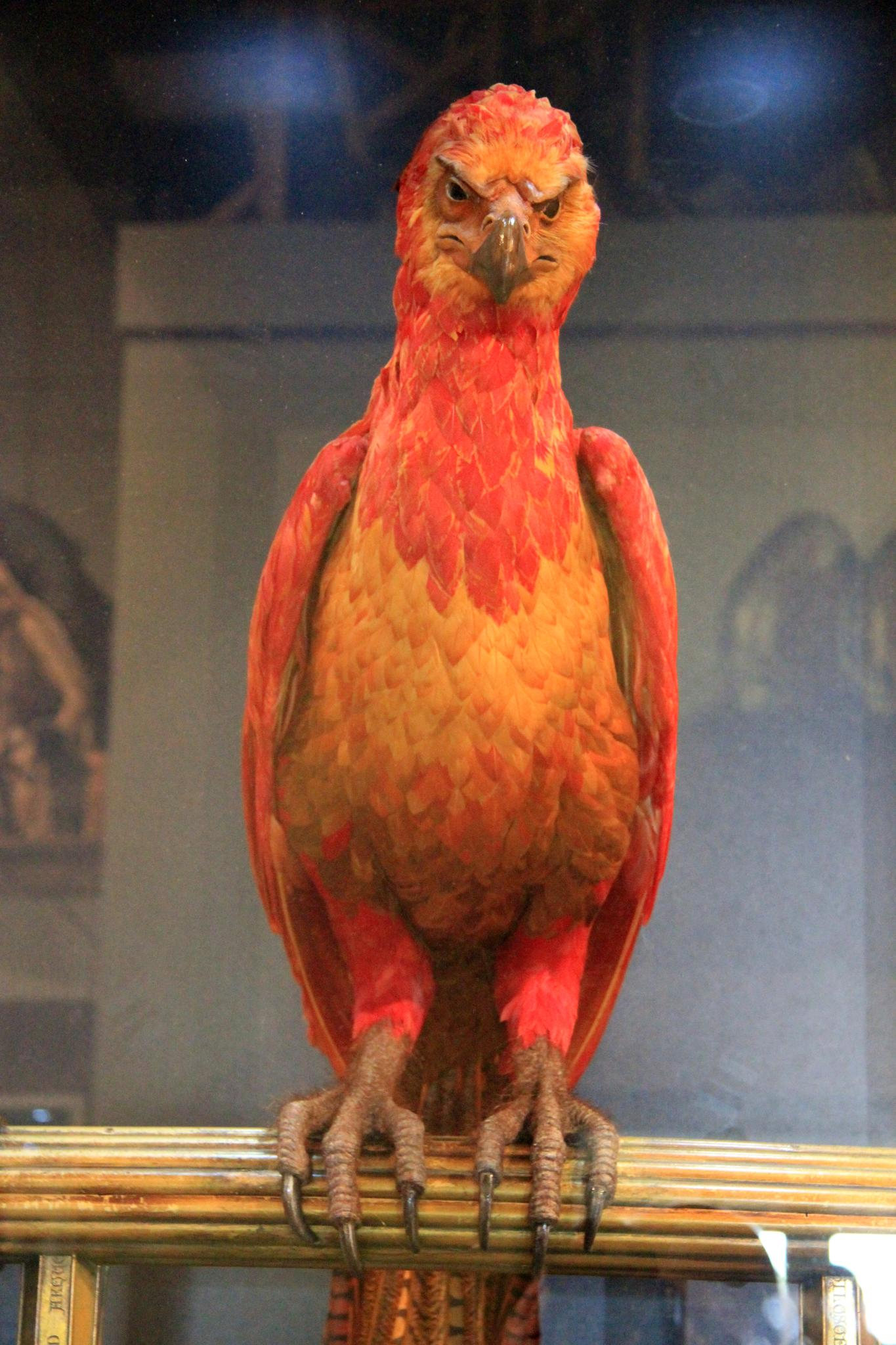
鳳凰佛客使的模型。

佛客使（Fawkes）是阿不思·鄧不利多的寵物鳳凰，那是一種神話中的鳥類，牠會於燃燒日（每月一次）燃燒，然後又從灰燼中重生。鳳凰的尾羽適合用於製作一些魔杖的杖芯（哈利與佛地魔的魔杖都包含著佛客使的一根尾羽，那是牠給過僅有的兩根），而牠們的眼淚具有治癒的能力。佛客使還可以在一陣火焰中把自己和別人傳送到別處。
在《消失的密室》中，哈利對鄧不利多的忠誠導致他能夠召喚佛客使的協助以對付密室中的蛇妖；於是佛客使刺穿了蛇妖的眼睛，以消除了牠以目光殺人的能力。佛客使後來利用牠的眼淚以消除哈利體中蛇妖毒液的毒性；當蛇妖被殺後，牠帶著哈利、榮恩、金妮，以及吉德羅·洛哈離開密室。在哈利與佛地魔於《火盃的考驗》中的決鬥當中出現了符咒倒轉（逆向咒語效果），這是由於二人的魔杖同樣都是利用佛客使的尾羽所製。在《鳳凰會的密令》高潮期間，鄧不利多與佛地魔於魔法部的交鋒過程中（僅限於小說中），佛客使吞下佛地魔的索命咒，從而救了鄧不利多一命；然後牠燃燒起來，並從灰燼中重生。
鄧不利多於《混血王子的背叛》中逝世後，人們聽到佛客使在唱著輓歌，此後牠就再也沒有出現過。在一次採訪中，羅琳指這就象徵著失去了鄧不利多。當她被問及為何佛客使沒有因為對鄧不利多的忠誠而回到哈利的身邊時，羅琳則表示佛客使在擁有者之間是不可轉讓的。
根據羅琳的說法，佛客使的名字源於十七世紀陰謀家蓋·福克斯。

### 翡冷翠
翡冷翠（Firenze）是一匹人馬，牠於《鳳凰會的密令》後成為了霍格華茲的占卜學教師。他在小說中被描述為一匹有著令人驚訝藍眼睛的金黃色人馬，他首次出現於《神秘的魔法石》中，他在禁忌森林從佛地魔手中救出哈利。翡冷翠背起哈利到安全的地方，使他跟其他反對服從於人類象徵性建議的同伴爭吵。
此角色直至《鳳凰會的密令》之後才再次出現，鄧不利多當時任命他在霍格華茲教授占卜學，以接替被桃樂絲·恩不里居解僱了的西碧·崔老妮。他為此被其同伴排斥。他於《混血王子的背叛》中跟復職後的西碧·崔老妮共同分擔教務。
在《死神的聖物 下》中，他跟其他霍格華茲的教職員一起於小說裡出現，以對抗佛地魔和他的食死人；他的腹部受傷，小説描述他一直在顫抖，幾乎無法站立。最終在戰鬥中倖存下來。儘管在系列中沒有提到其去向，羅琳透露於戰鬥結束後，翡冷翠的族群「被迫承認他親近人類的傾向並不可恥，並容許他重新加入族群。」
此角色的原型是試圖阻止羅琳寫奇幻故事的人──她的前英語老師史蒂夫·艾迪（Steve Eddy）。翡冷翠的名稱是意大利語版本的佛羅倫斯。
在的改編電影中，雷·費倫為翡冷翠這角色配音。

### 法蘭克
法蘭克（Frank）是一隻雷鳥，牠在1920年代被綁架並販賣到埃及。在電影《怪獸與牠們的產地》中，法蘭克就是紐特到美國的原因。紐特從人販子手中把法蘭克救出後，他把法蘭克跟他的其他奇獸一起存放於其手提箱裡。紐特把法蘭克帶到美國，希望能夠把將他帶回去亞利桑那州的家鄉。
在電影的高潮部分中，在美國巫師政府（MACUSA）跟一個闇黑惡靈之間發生戰鬥之後，魔法世界的存在就向紐約市人民揭示。紐特得知巫師世界的秘密已經向外界洩露，他把法蘭克從他的手提箱中釋放出來，並讓牠飛向天空，紐特向牠道別，然後法蘭克產生風暴帶著魔藥所製造的降雨，把所有麻瓜記憶中所發生的魔法事件都抹去了。
羅琳於電影上映後的一條推文中透露，法蘭克確實在電影中的事件發生後回到了亞利桑那州的家鄉。

### 拉環
拉環（Griphook）是個妖精，他在第二次巫師世界大戰之前是古靈閣的僱員。在《神秘的魔法石》中，海格把哈利的鑰匙及鄧不利多的信交給古靈閣大廳裡的一個不知名妖精後，拉環被召喚護送哈利與海格穿過地下鐵路系統到達哈利的保險庫，然後前往713號保險庫取回魔法石。直至《死神的聖物》才再次出現，當時拉環、魔杖製造奧利凡德先生、露娜·羅古德和主角三人組齊齊被俘虜到馬份莊園的地牢。當拉環被貝拉·雷斯壯拷問時謊稱哈利擁有的葛來分多劍是假的。他跟哈利、榮恩和妙麗一起於多比的拯救下逃了出來，並成功逃至貝殼居。由於哈利需要從貝拉·雷斯壯的保險庫中取出分靈體，拉環在不情願下同意協助哈利、榮恩和妙麗闖入古靈閣，以交換取得葛來分多劍；但是在離開時，他以只有答應三人闖入保險庫，但沒有答應幫他們逃出去為由，引來古靈閣的妖精並把葛來分多劍帶走。他於小說中的命運無人知曉，但他在電影中就被佛地魔殺死，而葛來分多劍就在佛地魔能夠看見它之前就消失了。儘管拉環堅持認為此寶劍是屬於妖精的，但當奈威·隆巴頓將它從分類帽中拔出並把娜吉妮斬首。
威勒·特耶在電影《神秘的魔法石》中飾演拉環一角，而沃里克·戴維斯為它配音，後者於《死神的聖物》中才充分地把他描繪。

### 嘿美

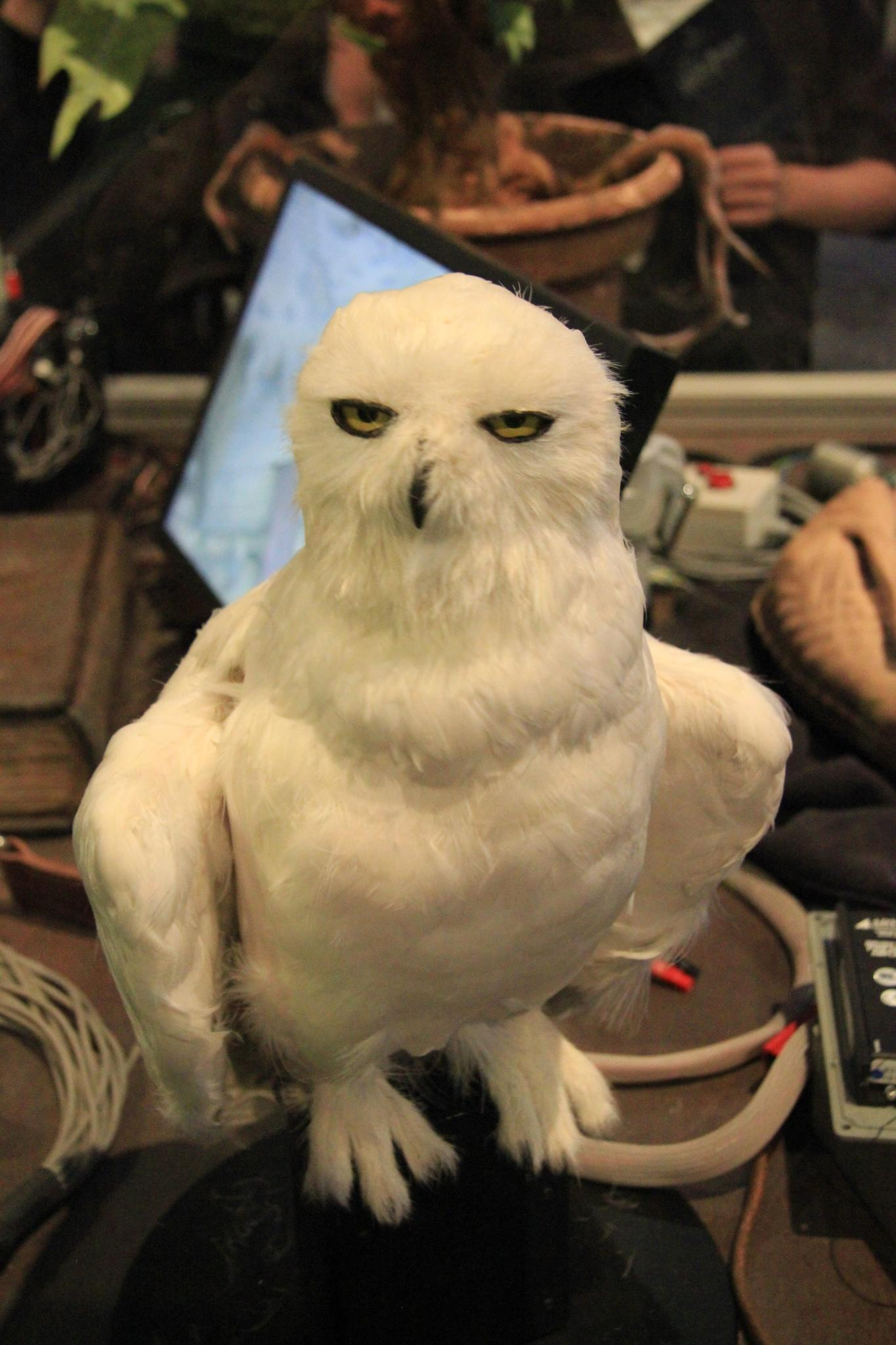
嘿美

嘿美（Hedwig）是哈利的寵物雪鴞（貓頭鷹），那是魔法界中的寵物之一，貓頭鷹一般用於替主人送信。嘿美是海格於《神秘的魔法石》中在斜角巷的咿啦貓頭鷹商場中為哈利購買的貓頭鷹，作為他11歲的生日禮物送給他。哈利在一本關於魔法史的書中讀到了這個名稱後給牠取了這個名字。嘿美於整個系列中作為傳遞信息之用，並且還充當著哈利的同伴，尤其是當他無法跟其他巫師進行互動的時候。整個小說系列都暗示著嘿美可以完全理解哈利的說話。在第五部小說《鳳凰會的密令》中，嘿美被桃樂絲·恩不里居攔截並受傷，但後來獲薇米·葛柏蘭教授治癒。嘿美在第七部小說《死神的聖物》裡被食死人的詛咒殺害；在電影版中，牠為了捍衛哈利而被食死人所殺。根據羅琳的說法，嘿美的死亡代表著哈利失去了天真無邪的心靈。
雖然嘿美是雌性的角色，然而牠是由雄性貓頭鷹扮演的（雌性雪鴞有深色的羽毛，而只有雄性是完全白色的）。約翰·威廉士的作品《嘿美的主題曲（Hedwig's Theme）》是作為整個電影系列的標題音樂。

### 娜吉妮
娜吉妮（Nagini）是佛地魔的寵物蛇──他熟悉的巨型蛇妖，牠於《火盃的考驗》裡引入故事之中。根據印度神話，娜吉妮（Nāga）這個名字的意思是指偶爾會化身為人的雌性蛇妖。當佛地魔躲身於阿爾巴尼亞森林的時候，他通過謀殺伯莎·喬金斯來使娜吉妮成為其最後的分靈體；根據這種關聯，佛地魔完全控制了這條蛇，就如鄧不利多於《混血王子的背叛》中所提到的那樣。
佛地魔能夠跟娜吉妮進行交流，因為他具有說出爬說語的能力──蛇的語言。當蛇發出警報提醒佛地魔注意竊聽者法蘭克·布萊斯──替瑞斗家工作的老園丁時，他首次見到娜吉妮。在哈利於霍格華茲的第四年，佛地魔的臨時軀體由娜吉妮的毒液維持，並由食死人彼得·佩迪魯負責採收。哈利於《鳳凰會的密令》中，他的其中一個夢以娜吉妮的視角看見牠攻擊亞瑟·衛斯理；阿不思·鄧不利多相信這是哈利跟佛地魔特殊聯繫的影響，而哈利目睹了這次襲擊是因為佛地魔的心智當時「恰巧」連接到娜吉妮的身體。這是娜吉妮與佛地魔更深層次聯繫的第一個跡象，有能力跟哈利連接及分享想法。
娜吉妮於《死神的聖物》中向霍格華茲的麻瓜研究教授──慈恩·波八吉（Charity Burbage）的身上施放了索命咒之後便把她吃掉了。娜吉妮後來被佛地魔放到巴希達·巴沙特的屍體當中，以便在哈利到訪高錐客洞的時候突襲他。即使哈利與妙麗藏身於隱形斗篷下，由於某些蛇（毒蛇和蟒蛇）能夠以一種人類無法做到的方式來感知熱能和動作，因此娜吉妮也能夠發現他們。在發現哈利正在尋找其分靈體後，佛地魔把娜吉妮置於一個保護性的魔法籠子裡以防止她被殺，但佛地魔透過擴大籠子以覆蓋賽佛勒斯·石內卜來利用牠把石內卜殺掉。當哈利顯然被佛地魔殺死時，娜吉妮從保護結界中被釋放出來，並在食死人的勝利巡遊回到霍格華茲當中披在佛地魔的肩膀上。這讓奈威·隆巴頓從分類帽拔出葛來分多劍把娜吉妮斬首。電影中，娜吉妮反而受到一種力場的保護並參與霍格華茲大戰中最後的戰鬥，而不是在開始之前便死了；其命運最終還是跟小說中所述是一樣的。
以1927年的法國為背景的前傳電影《怪獸與葛林戴華德之罪》中，由金秀賢飾演的女人在她被巫師馬戲團的領班作用作奴役，後來她協助魁登斯找到生母並且逃跑。這部電影透露了她是血咒宿主（Maledictus），血咒將她永久變成一種動物。

### 皮皮鬼
皮皮鬼（Peeves）是霍格華茲的惡作劇精靈，是個麻煩製造者，因此它經常遭到管理員飛七先生的追捕。它具有飛行能力，並可以選擇是否有形；它並且能夠操縱物體，這是幽靈通常不具備的特性，但在惡作劇精靈來說是很常見的。從外表上看，它像個有著一張調皮的臉和一張大嘴巴的小個子男人，並穿著鮮豔的衣服。皮皮鬼的存在本質上是無序的體現。它被觀察到不斷地造成混亂，通常它會干擾人們的日常活動，以及從災難和惡作劇中獲得快樂。
皮皮鬼只聽少數人的說話：鄧不利多、血腥男爵、差點沒頭的尼克（第二部小說）及弗雷與喬治·衛斯理（第五部小說）。飛鼠先生通常負責清理皮皮鬼所造成的混亂和破壞，他反覆試圖把它除去；然而，羅琳在接受訪問時表示，即使是鄧不利多也無法永遠擺脫霍格華茲的皮皮鬼。皮皮鬼很容易受到某些魔法的影響：在《阿茲卡班的逃犯》中，路平教授透過魔法製作口香糖把皮皮鬼以塞進鑰匙孔的方式把它塞進惡作劇精靈的鼻子，來給皮皮鬼上了一課；在《混血王子的背叛》中，哈利以魔法把皮皮鬼的舌頭黏在其嘴巴上，使它憤怒地離開。
在桃樂絲·恩不里居試圖於《鳳凰會的密令》中控制霍格華茲期間，為了讓恩不里居於霍格華茲的時光盡可能過得不愉快，皮皮鬼帶著帶著極大的喜悅進行一項任務：應衛斯理雙胞胎的要求下，它跟許多非史萊哲林的學生一起開始上演了一場笑話與惡作劇協同運動。當恩不里居試圖偷偷溜出霍格華茲時，皮皮鬼把她趕出去，並以麥教授為此特意為此借給它的手杖，還有一隻裝滿粉筆的襪子來打她。其實許多其他教授也對恩不里居的存在感到不滿，他們要不是對皮皮鬼與學生們向恩不里居所作的事情視而不見，就是甚至偶爾提供一點協助。在《死神的聖物》結尾處對皮皮鬼曾作兩次描繪：最初利用有毒植物來攻擊食死人，隨後為哈利唱了一首勝利之歌。
據說在結尾時皮皮鬼還在霍格華茲，因為哈利告訴他的兒子阿不思·賽佛勒斯不要「惹皮皮鬼」。
里克·馬亞爾於《神秘的魔法石》的改編電影中飾演皮皮鬼，但他的場景從最後一部電影中被剪掉，甚至沒有出現在DVD版本的刪除場景部分。直到整部電影在首映式上正式揭幕，他才知道自己的場景被剪掉了。

## 其他

### 海格的寵物

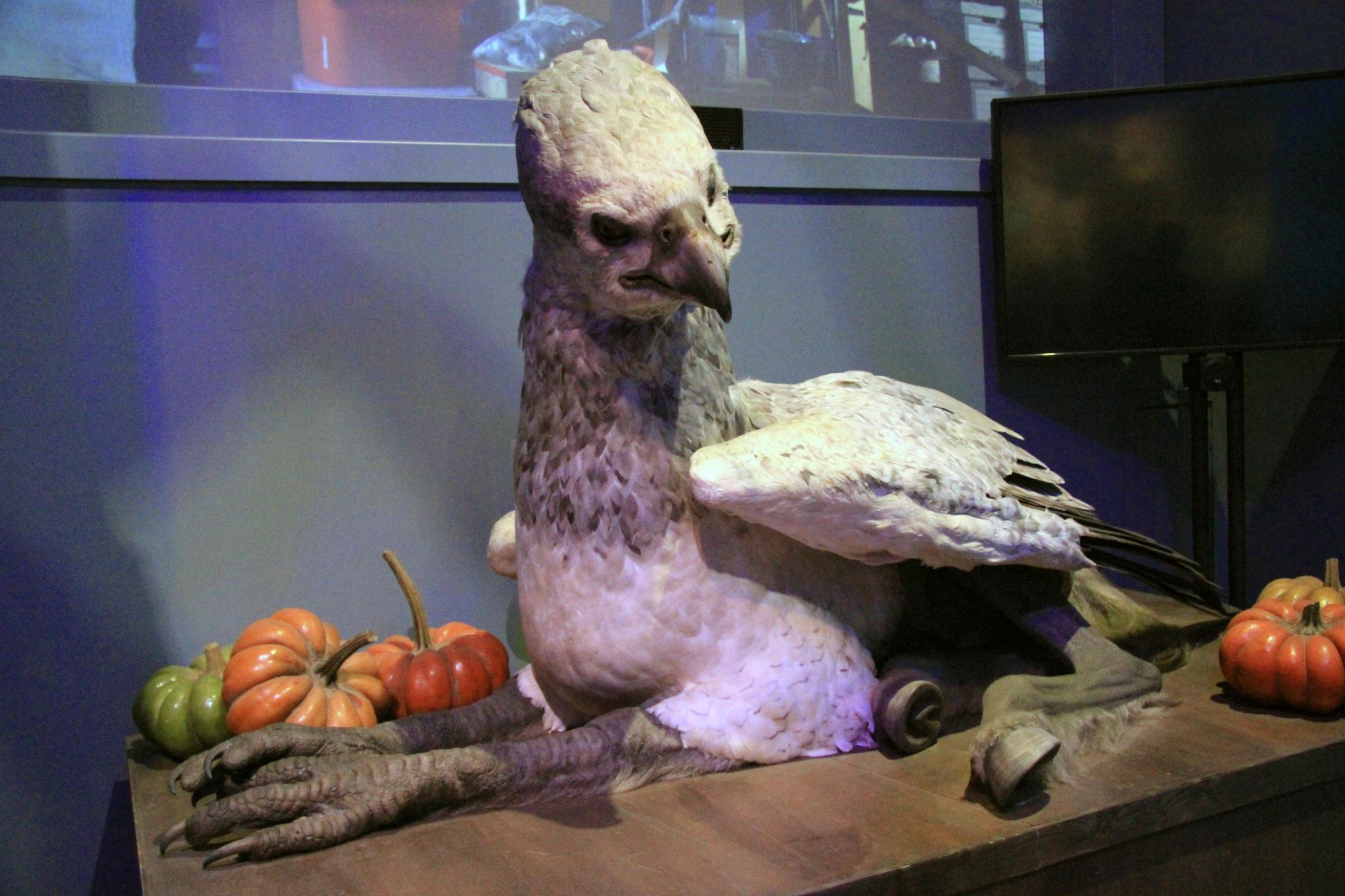
魯霸·海格寵物的鷹馬──巴嘴。

魯霸·海格對動物的熱愛使他從《阿茲卡班的逃犯》開始便擔任霍格華茲的奇獸飼育學教授的工作，以接替該課程的退休前任教授。
在《哈利波特》系列，海格照顧了各種動物，其中有許多非常危險。包括：
- 阿辣哥（Aragog）：一隻會說人類語言的八眼巨蛛。
- 巴嘴（Buckbeak）：鷹馬。
- 牙牙（Fang）：獵犬。
- 毛毛（Fluffy）：三頭巨犬。
- 蘿蔔（Norbert）：挪威脊背龍，查理·衛斯理後來透露牠實際上是雌性，並重新命名為蘿蔔塔（Norberta）。
- 烏烏（Tenebrus）：騎士墮鬼馬。

### 露娜·羅古德的奇獸
霍格華茲的學生露娜·羅古德跟她的父親，《謬論家》的編輯贊諾·羅古德（Xenophilius Lovegood）相信一些未發現過的奇獸：
- 八寶獸（Blibbering Humdinger）：露娜提到同學們取笑她的耳環。
- 犄角獸（Crumple-Horned Snorkack）：據說是生活於瑞典的一種難以捉摸的奇獸。贊諾·羅古德買了一個毒角獸角（Erumpent horn）而他相信是犄角獸。毒角獸角中了昏迷咒後爆炸，並摧毀了他的大部分房子。
- 淡水長腿魚（Freshwater Plimpies）：贊諾·羅古德聲稱露娜於馬份莊園被關押時曾經釣到的奇獸。
- 太陽霸（Heliopaths）：據稱是火靈，牠馳騁並隨著牠的路徑燃燒所有東西。
- 水煙蟲（Nargles）：水煙蟲據說是感染槲寄生的奇獸，並且的小偷專家。露娜指她的牛油啤酒瓶塞項鍊（Butterbeer cork necklace）及飛船梅花耳墜（Dirigible plum earrings）能驅走水煙蟲，而她的筆記和鞋子都曾被水煙蟲偷去。
- 瓢蟲（Wrackspurt）：是一種肉眼看不見的奇獸，當飄浮進入到一個人的耳朵時，會令該人的腦袋變得不能專注。據說可透過防妖眼鏡（Spectrespecs）看見牠們。受瓢蟲感染的人可以利用正面的想法來驅走牠們。在的開頭，露娜戴著一副防妖眼鏡以看到瓢蟲，卻也因此看到哈利在隱形斗篷下俯臥在地上，讓露娜去拯救他。
- 大嘴長腿魚（Gulping Plimpy）：可能是長腿魚（Plimpy）的一個品種，可被一種叫鍋底根（Gurdyroot）的植物驅趕。露娜·羅古德認為大嘴長腿魚存在，但大多數人不認同。

### 衛斯理家的寵物
許多寵物及動物都跟衛斯理一家有關：
- 阿諾（Arnold）：金妮於第六輯小說中在衛斯理兄弟巫師法寶店購得的紫色迷你毛毛球。
  - 在第一部《哈利波特遊戲》中透露一隻屬於榮恩的迷你毛毛球，牠在弗雷練習游走球（Bludger）時被弗雷殺死，後來在《怪獸與牠們的產地》中得到證實。
- 愛洛（Errol）：一隻年邁的灰色貓頭鷹，牠擔任該家庭的信使。牠無法搬運重物，並經常在碰撞或精疲力竭後昏迷不醒。這可能是引用寫了幾本關於滅絕鳥類書籍的作者──埃羅爾·富勒（英语：Errol Fuller）名字。
- 一隻住在洞穴居閣樓裡仁慈的食屍鬼，通過哼聲和敲打牆壁和管道來造成輕微的破壞。在《死神的聖物》中，食屍鬼的外貌被神奇地改變成榮恩的模樣以作為他缺課的掩護。食屍鬼對此充滿熱情，似乎很享受受到的關注。在古里某街12號的「樓上浴室」也有一隻食屍鬼。
- 赫密士（Hermes）：派西的鳴角貓頭鷹，這是其父母在他五年級成為級長時送給他的禮物。牠的名字源於希臘之神赫密士。
- 豬水鳧（Pigwidgeon）：䁥稱為「小豬（Pig）」，榮恩的活潑角鴞，牠是天狼星·布萊克於榮恩失去斑斑後送給他的禮物。
- 斑斑（Scabbers）：飼養了12年的褐鼠。牠起初是由派西·衛斯理飼養的，後來轉交到榮恩·衛斯理手上。在第三部小說接近尾聲時，斑斑被揭露為化獸師彼得·佩迪魯──他背叛了詹姆·波特與莉莉·波特的巫師，導致二人死於佛地魔的手上。
- 衛斯理家的花園裡、棚子裡、灌木叢裡、他們的惠靈頓靴子（英语：Wellington boot）裡到處都是地精，牠們喜歡動輒吵架並似乎認識很多髒話，據說是弗雷和喬治所教的。歪腿喜歡在到訪衛斯理家的時候追逐地精。衛斯理家的其他家庭成員透過把牠們物理地扔離地面來處理牠們。弗雷在《混血王子的背叛》中被地精咬了一口，作為懲罰，他把那個地精弄暈了後把牠塗成金色，並給牠一個帶翅膀的微型芭蕾舞裙，最後把牠弄作天使般的模樣掛在聖誕樹上。露娜·羅古德在《死神的聖物》中也被地精咬了一口。

## 植物
以下是《哈利波特》系列中哈利波特與他的朋友們於冒險歷程，以及他們在霍格華茲魔法與巫術學院裡所遇到的各種魔法植物。

### 木精
木精（Bowtruckle）是一種很難被發現的木質生物，牠們棲息在樹上並以昆蟲為糧食。薇米·葛柏蘭教授於作為海格的代課教授時曾於五年級的奇獸飼育學課堂上教授了牠們。羅琳於《Pottermore》上寫道，它們是「只棲息於有價值的樹上的選擇性生物。由於其棲息的樹木可以用來製作魔杖的木頭，故牠們也被稱為『魔杖製作者的朋友』。」

### 魚鰓草
魚鰓草（Gillyweed）是一種類似海藻的植物，當你吃了它時，它可以讓你在水下短時間呼吸。你還可以暫時長出魚鰭和腳蹼。哈利·波特在奈威·隆巴頓的提示下於三巫鬥法大賽中曾經使用它。

### 鍋底根
鍋底根（Gurdyroot）是一種類似大蔥的植物，露娜·羅古德為抵禦大嘴長腿魚（Gulping Plimpy）而釀製的一種味道難聞的紫色輸液基礎。查爾斯·埃利奧特認為這不是很原創，這取決於一個有趣的名字。

### 跳動的傘菌
跳動的傘菌（Leaping Toadstool）是一種具跳動能力的帶有魔法屬性的蘑菇，這種蘑菇可以用於製作魔藥。

### 魔蘋果
魔蘋果（Mandrake）又名為毒茄蔘，其塊莖看起來就像年幼時期的嬰兒。當它們完全長大時，其尖叫聲可以把人殺死。成熟的魔蘋果葉片製成的魔藥可以讓被石化的受害者恢復過來。另一種茄蔘屬是真正的植物。雖然在小說和電影中出現的魔蘋果都是虛構的，但J·K·羅琳的描述確實反映了人們對茄蔘屬植物的真實看法，尤其是圍繞著其尖叫的危險。這導致人們使用狗隻來採集魔蘋果的葉片，以及在採集過程中堵住耳朵的做法。

### 渾拚柳
渾拚柳（The Whomping Willow）是一棵有棍棒狀樹枝，而且可以移動的樹。在中，渾拚柳對外來的東西很有敵意；當哈利·波特與榮恩·衛斯理開車撞到它裡面，二人僥倖地能活著逃出來；渾拚柳的樹根裡面還藏著一條秘密通道—通往鬧鬼的房子—活米村的尖叫屋。